# Schildpadden
Schildpadden (Testudines) zijn een orde van reptielen waarvan alle soorten gekenmerkt worden door een vaak stevig en bolvormig schild.
Schildpadden kunnen sterk verschillen in grootte, kleuren en levenswijze maar zijn gemakkelijk te onderscheiden van alle andere reptielen door het uitwendige schild. Alle schildpadden hebben een benig schild aan zowel de buikzijde (plastron) als de rugzijde (carapax), in tegenstelling tot alle andere moderne reptielen zoals krokodilachtigen, hagedissen en slangen. Het schild is meestal voorzien van een tweede pantser, het hoornschild. Het rugschild is met het buikpantser verbonden door een benen brug aan weerszijden van het lichaam.
Schildpadden planten zich meestal jaarlijks voort en zijn zonder uitzondering eierleggend. Ze groeien snel als ze jong zijn maar ontwikkelen zich zeer langzaam. Grotere schildpadden zijn pas na enige tientallen jaren volwassen, dergelijke soorten kunnen echter ook zeer oud worden. Op het menu staat zowel dierlijk als plantaardig materiaal, afhankelijk van de soort.
Er zijn ongeveer 355 verschillende soorten schildpadden, verdeeld over veertien families. Schildpadden komen over de hele wereld, met uitzondering van de polen, voor in uiteenlopende biotopen, zoals bossen, graslanden, moerassen en zeeën. Tientallen soorten zijn ernstig bedreigd door menselijke activiteiten. De belangrijkste bedreigingen zijn het vernietigen van de habitat en het verzamelen van wilde schildpadden voor consumptie of de dierenhandel.

## Verspreiding en habitat
Schildpadden komen op bijna alle continenten voor, maar alleen in tropische en subtropische gebieden. Vooral in Afrika leven veel soorten, in Europa leven schildpadden alleen in het zuiden rond het Middellandse Zeegebied, in Azië alleen in het zuidelijke deel. Slechts enkele van de landbewonende soorten komen voor in gematigde gebieden. In Noord-Amerika komen de schildpadden voor in het zuiden en midden, in Zuid-Amerika ontbreken schildpadden alleen in de uiterst westelijke kuststrook. In Oceanië leven de schildpadden op een groot deel van de bijbehorende eilanden, maar niet in Nieuw-Zeeland. In Australië komen de schildpadden overal voor, behalve in een groot woestijngebied in Centraal-Australië. Op het Arabisch Schiereiland leven soorten in zowel het noorden als het uiterste zuiden, maar ontbreken in het grootste centrale deel. De enige gebieden waar schildpadden tegenwoordig niet voorkomen, zijn de Noord- en de Zuidpool. Op de verspreidingskaart rechts is de wereldwijde verspreiding van de schildpadden met zwart aangegeven, en de verspreiding van de in zee levende schildpadden met blauw.
Wat betreft habitat worden de schildpadden grofweg verdeeld in de landschildpadden, de moerasbewoners en de zeeschildpadden. Deze verdeling heeft echter geen wetenschappelijke basis; zo behoren de in zee levende soorten tot verschillende families. Ook zijn er soorten die behoren tot de moerasschildpadden maar zich hebben aangepast op een leven op het land, een voorbeeld zijn de doosschildpadden.
De habitat van een schildpad kan bestaan uit vrijwel alle mogelijke biotopen, van schrale gebieden als savannen en halfwoestijnen tot in bossen, graslanden en moerassen. Alleen in grote meren en in zeer hete woestijnen of koude bergstreken zonder schuilplaatsen en begroeiing komen geen schildpadden voor. Schildpadden zijn zoals alle reptielen koudbloedig, dus afhankelijk van de omgevingstemperatuur. De meeste soorten leven in zoetwater in moerassige gebieden en komen regelmatig op het land om te eten en te zonnen, maar blijven bij water in de buurt om er in te vluchten bij gevaar en om te rusten. De zeeschildpadden leven permanent in de wereldzeeën, ook sommige moerasschildpadden komen weleens in zout water voor, maar alleen langs de kust en in mangrovebossen, niet op open zee.
Veel schildpadden zijn goede zwemmers die oppervlaktewater als schuilplaats hebben. Sommige soorten, zoals de weekschildpadden, zijn zo sterk op water aangepast dat ze zelden het land betreden. Er zijn echter ook soorten die direct verdrinken in te diep water, met name landschildpadden.

### In Nederland
In Nederland leefde ooit de Europese moerasschildpad (Emys orbicularis); af en toe wordt er een verdwaald exemplaar gevonden, maar in het algemeen is deze al lange tijd uit Nederland verdwenen. Tegenwoordig komen in Nederland geen schildpadden voor behalve enkele losgelaten of ontsnapte ex-huisdieren. Deze exemplaren kunnen zich wel in leven houden maar zich niet in te gematigde streken voortplanten. Dit komt doordat de temperaturen te laag zijn om de eitjes te laten uitkomen. Ook is gebleken dat deze exoten geen groot gevaar voor de inheemse flora en fauna zijn. Veel van deze dieren zullen namelijk vroegtijdig sterven door omstandigheden die afwijken van die in het natuurlijke leefgebied, zoals de in Nederland relatief strenge winters. Soorten die in Nederland zijn aangetroffen zijn de roodwang(sier)schildpad, de onechte landkaartschildpad, de geelwangschildpad en de bijtschildpad.

## Kenmerken
Schildpadden hebben naast een groot en stevig schild een eivormige, duidelijk te onderscheiden kop en altijd vier poten en een staart. Bij landschildpadden kunnen alle ledenmaten volledig in het schild worden teruggetrokken, bij zeeschildpadden is dat niet altijd het geval. De kop is bij landschildpadden echter niet altijd intrekbaar en de schildpadden worden aan de hand van het vermogen om de kop terug te trekken zelfs in groepen verdeeld. De poten hebben afhankelijk van de functie een aangepaste vorm, de staart heeft geen echte functie meer.

### Schild
Schildpadden zijn duidelijk van alle andere dieren te onderscheiden door het ronde tot ovale, koepelvormige schild dat het grootste deel van lichaam bevat. De kop en voorpoten steken uit door een opening aan de voorzijde, de staart en achterpoten door een opening aan de achterzijde. Het schild bestaat uit een platte onderzijde, het buikpantser of plastron en een meestal bolle bovenzijde, het rugschild of carapax. Deze twee delen staan in verbinding met een benen brug aan weerszijden van het schild tussen de voor- en achterpoten. Er zijn ook schildpadden waarbij het schild omzoomd wordt door een brede strook huid, zoals de weekschildpadden.
De binnenzijde van het schild bestaat uit huidbeenderen of beenplaten, deze zijn gevormd uit de ribben en uitsteeksels van de borstwervels. De beenplaten zijn gevormd uit botweefsel van het inwendig skelet. De hoornschilden bestaan uit keratine, dit is een harde en hoornachtige stof die bescherming biedt tegen uitwendige parasieten. Ook de schubben van schildpadden (en alle andere reptielen) bestaan uit keratine. De hoornschilden liggen tegen elkaar aan, de randen van de hoornschilden overlappen die van de beenplaten, wat de sterkte vergroot. De beenplaten zijn vergroeid met de borstwervels van de wervelkolom, waardoor een schildpad zijn schild niet kan verlaten.
Aan de buitenzijde is de huid verstevigd met hoornschilden of hoornplaten (laminae) die ontstaan in de opperhuid. De beenplaten geven het schild zijn vorm. De vorm van het schild is bij de verschillende geslachten vaak ongeveer hetzelfde. De hoornschilden geven het schild de vaak soort-afhankelijke kleur en tekening. Omdat de schildvorm en -tekening in de regel karakteristiek zijn voor de soort, zijn het belangrijke determinatiekenmerken. De kleur en tekening zijn vaak zelfs per individu iets verschillend, dit is als het ware de vingerafdruk van een schildpad. Een landbewonende schildpad heeft een bolvormig schild, een aan water gebonden schildpad heeft een lichter, plat schild om beter te kunnen zwemmen. De zeeschildpadden hebben naast een relatief licht schild een sterk gestroomlijnde schildvorm die aan de achterzijde spits eindigt. Dit heeft te maken met een betere hydrodynamica die past bij de permanent zwemmende levenswijze.
Alle schildpadden hebben beenplaten, maar niet alle soorten hebben ontwikkelde hoornschilden, bij de familie weekschildpadden (Trionychidae) ontbreken ze evenals bij enkele andere zoetwatersoorten en ook de in zee levende lederschildpad heeft geen uitwendige hoornschilden. De huid van zowel de week- als de lederschildpadden is leer-achtig, de lederschildpad heeft een huid die veel olie-achtige substanties bevat. Deze maken het schild lichter en hebben een isolerende functie om de schildpad te beschermen tegen de lagere temperaturen van de rond de poolstreken zeer lage watertemperatuur.
De hoornschilden op het rugschild verschillen enigszins per soort en per familie kan de schildvorm sterker afwijken. Alle schildpadden hebben echter een eenduidige basisstructuur betreffende de bouw van het schild. De schilden op het midden van het schild worden wervelschilden of vertebraalschilden genoemd, de omringende schilden ribschilden of costaalschilden en de hoornschilden aan de rand van het rugschild zijn de randschilden of marginaalschilden. Aan de voorzijde is een smal schild aanwezig, het nekschild nuchaalschild, aan de achterzijde zijn de staartschilden gepositioneerd. Het buikpantser bestaat uit zes achter elkaar liggende dubbele rijen schilden en het tussenkeelschild of intergulairschild, dat tussen de keelschilden of gulairschilden ligt. Het tussenkeelschild is het enige niet-gepaarde buikschild. Bij de halswenders is tussen de voorste twee buikschilden altijd een ongepaard schild gelegen.
Sommige schildpadden hebben kenmerkende aanpassingen aan het schild om beter beschermd te zijn tegen vijanden. De doosschildpadden hebben een zowel aan de voor- als achterzijde scharnierend buikpantser dat omhoog geklapt kan worden. Bij de klepschildpadden kan de achterzijde van het rugschild omlaag worden geklapt, zie ook het kopje verdediging. Sommige schildpadden, zoals de alligatorschildpad (Macrochelys tenminckii), hebben een sterk gereduceerd buikpantser dat slechts een klein deel van de buik bedekt.
Naast de verdediging dient het schild ook andere doelen, zo isoleert het de warmte waardoor een schildpad minder snel afkoelt en vervullen de beenplaten een functie als kalkvoorraad, wat handig is voor zwangere vrouwtjes voor de productie van de eieren.

### Huid
Door hun grote schild met verharde hoornschilden bestaat slechts een deel van het lichaamsoppervlak uit flexibele huid, alleen op de kop, poten en staart. Ook het schild van de schildpad is bedekt met huid, ieder hoornschild bestaat uit een enkele, sterk vergrote schub. Tussen de beenplaten en de hoornschilden is een dunne laag lederhuid aanwezig, waarin de hoornschilden worden gevormd. Deze laag is sterk doorbloed en voorzien van zenuwen, het schild van schildpadden is gevoelig wat te merken is als men de naden tussen de hoornschilden aanraakt. De schildpad zal zich dan geïrriteerd terugtrekken in zijn schild.
De rekbare huid die de rest van het lichaam bedekt bestaat net zoals bij alle reptielen uit een schubbendragende opperlaag. De meeste schubben zijn klein, die op de kop zijn vaak groter en dikker ter bescherming. Bij landschildpadden zijn aan de voorzijde van de voorpoten vaak sterk vergrote schubben aanwezig die een defensieve functie hebben, een schildpad brengt de poten voor de ingetrokken kop bij bedreiging.
De meeste schildpadden hebben een donkere groene tot bruine kleur met een camouflerende tekening zoals lichtere tot gele of rode strepen, stippen, vlekken of landkaarttekeningen. Een aantal schildpadden heeft bijzonder kleurrijke tekeningen op met name de nek en kop, zoals de diadeemschildpad, de geelwangschildpad en de roodwangschildpad.
De schubbenhuid moet regelmatig worden vervangen, dit gebeurt tijdens de vervelling of ecdysis. Hierbij laat de bovenste laag van de schub los, hieronder is reeds een nieuwe uitgeharde schub aanwezig. De schubben laten net als bij de krokodilachtigen een voor een los en niet in flarden zoals bij de hagedissen of allemaal tegelijk, zoals bij de slangen het geval is. Ook de hoornschilden op de rug worden individueel afgeworpen, de losgelaten plaatjes zijn dun en bijna doorzichtig. Bij in gevangenschap gehouden schildpadden wordt door onervaren mensen wel gedacht dat de dieren ziek zijn, bij jongere exemplaren is regelmatig vervellen echter normaal. Na iedere vervelling krijgen de hoornschilden er een ribbeltje bij, zodat aan de hoornschilden is af te lezen hoeveel vervellingen het dier heeft ondergaan. Oudere dieren vervellen echter minder vaak dan juvenielen, zodat het aantal laagjes van de hoornschilden hooguit iets zegt over de relatieve leeftijd van de schildpad en niet over de leeftijd in jaren.

### Kop en nek

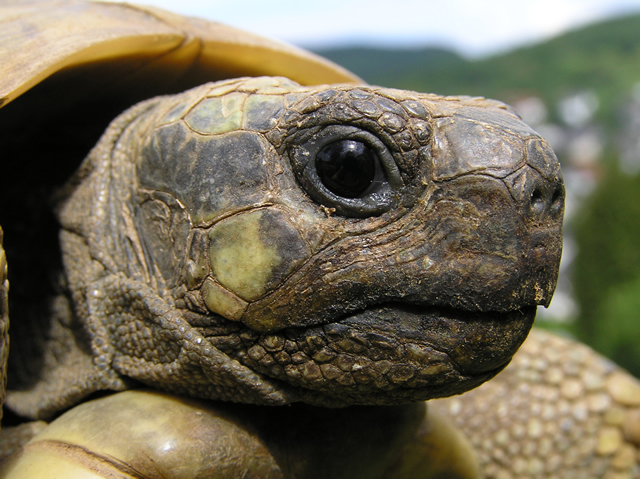
Schildpadden hebben een snavelachtige mond. Uitwendige gehoorgangen ontbreken.

De kop van schildpadden is rond/eivormig, de nek is relatief lang en zeer beweeglijk. De kop kan meestal worden teruggetrokken onder het schild. Dit is niet bij alle soorten het geval en de schildpadden zijn zelfs verdeeld in twee groepen. Schildpadden die de kop direct onder het schild terugtrekken, behoren tot de Cryptodira of halsbergers. Verreweg het grootste deel van de schildpadden behoort tot deze groep. Er zijn twee uitzonderingen die wel tot de halsbergers behoren maar de kop niet terugtrekken. De soorten uit de familie bijtschildpadden hebben een te grote kop om terug te trekken. Ook de zeeschildpadden zijn halsbergers maar alle soorten hebben het vermogen om de kop terug te trekken verloren.
De andere groep schildpadden heeft een relatief lange nek en buigt deze samen met de kop onder de schildrand, deze families behoren tot de Pleurodira of halswenders. Bij een aantal soorten is de nek langer dan het schild. De lange nek van de laatste groep heeft als voordeel dat de schildpad in wat dieper water kan leven.
Schildpadden zijn de enige reptielen zonder tanden. In plaats daarvan hebben ze scherpe, verhoornde randen aan de bek, net als vogels, waarmee ze hapklare brokken van het voedsel af kunnen snijden. De vorm van de bek is snavelachtig. Enkele soorten hebben een zeer sterk naar onder gekromde, papegaaiachtige bek. De beet van veel soorten is zeer krachtig.
De ogen zijn meestal klein en altijd aan de zijkant van de kop gepositioneerd. Ze hebben een ronde pupil en een groene, grijze of oranje tot rode iris.

### Poten

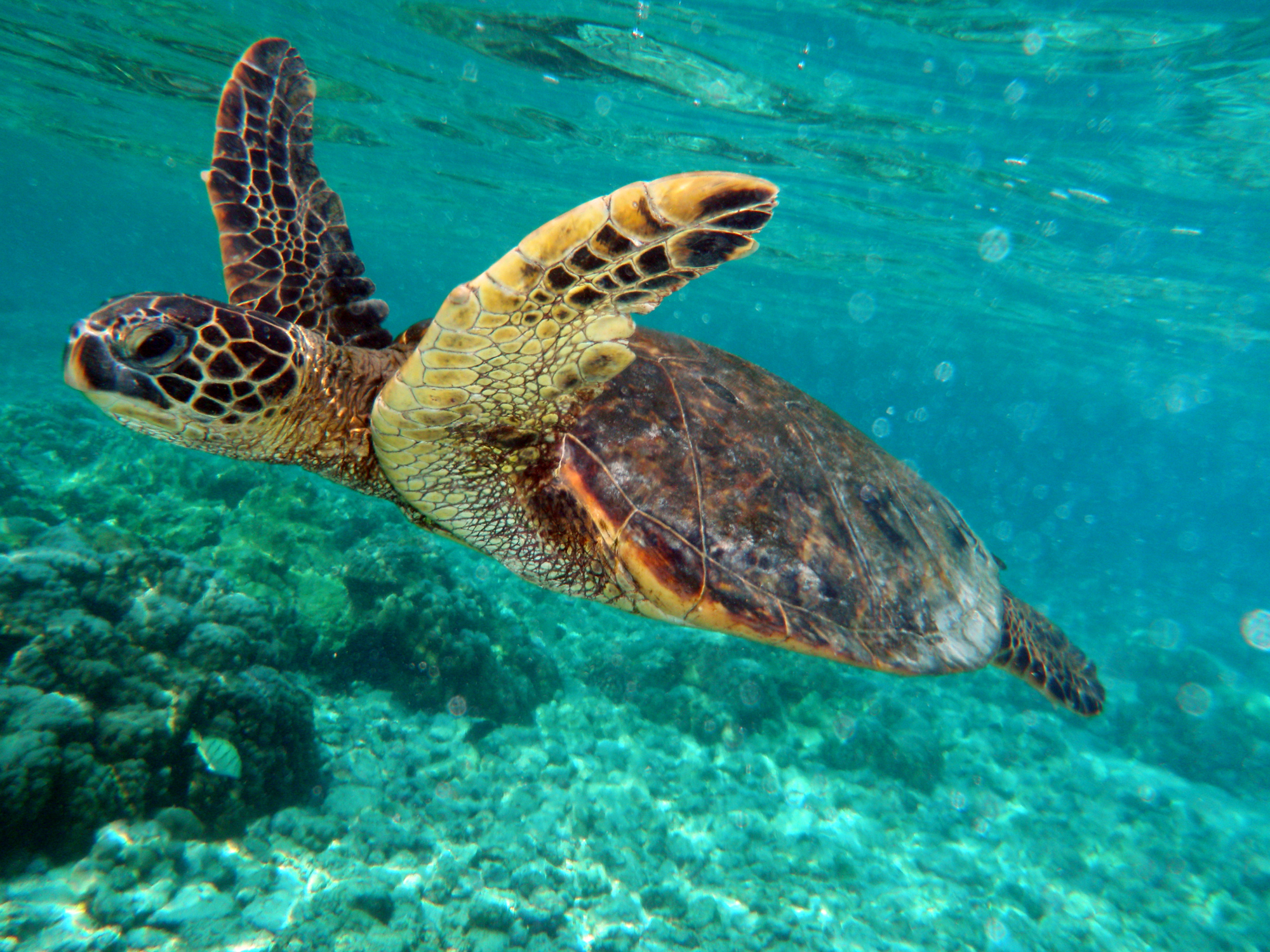
Zeeschildpadden hebben tot flippers omgebouwde poten, hier een soepschildpad.

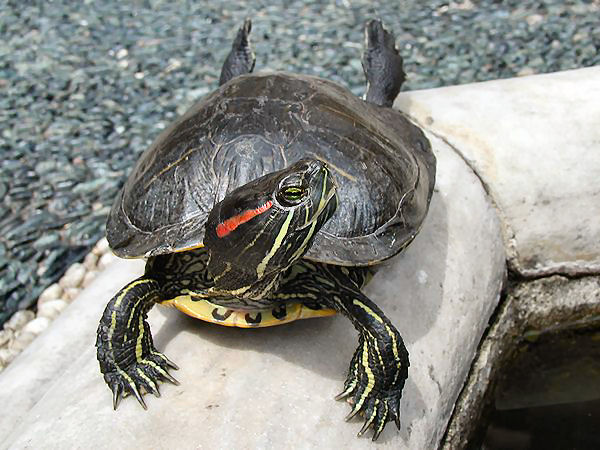
Zonnende schildpadden, hier de roodwangschildpad, gebruiken de poten en nek als zonnepanelen.

Een schildpad heeft altijd vier poten, de poten zijn relatief kort en gekromd, ze staan net als bij de hagedissen aan de zijkant van het lichaam. De poten zijn bij waterminnende soorten sterk peddel-achtig afgeplat zodat de schildpad beter kan zwemmen. Veel zoetwaterschildpadden hebben huidvliezen tussen de tenen die een vergelijkbare functie hebben, ze vergroten het oppervlak van de poot en daarmee de efficiëntie. Tijdens het zwemmen worden alle vier de poten gebruikt, veel in water levende schildpadden zijn ondanks hun aquatiele levenswijze slechte zwemmers en lopen over de bodem van het water, voorbeelden zijn de matamata en de bijtschildpad. Vooral de zeeschildpadden hebben sterk aangepaste, zeer platte maar brede poten om het oppervlak en de efficiëntie te vergroten. De poten zijn omgevormd tot flippers, dit komt ook voor bij de Nieuw-Guinese tweeklauwschildpad (Carettochelys insculpta), een grote in zoetwater levende soort. De voorpoten, die gebruikt worden voor de voortstuwing, zijn bij deze soorten veel langer dan de achterpoten die dienen om te sturen. Op het land zijn dergelijke poten echter niet handig waardoor de zeeschildpadden hier erg traag en kwetsbaar zijn als ze zich op het land bewegen om de eitjes af te zetten. Landbewonende soorten hebben vier korte, ongeveer gelijke poten die massief en rond zijn en een vlakke onderzijde hebben om stevig op te kunnen staan. Het gewicht van grotere soorten landschildpadden kan honderden kilo's bedragen en ze moeten het lichaam optillen om zich voort te kunnen bewegen.
De poten worden niet alleen voor de voortbeweging gebruikt maar ook om het voedsel af te scheuren. Met de bek wordt het voedsel vastgehouden en afgesneden, waarna met de scherpe klauwen delen worden afgescheurd tot hapklare brokken. Een andere functie van de poten is het graven van het nest, hiervoor worden altijd de achterpoten gebruikt. Veel waterschildpadden manoeuvreren zich tijdens het nemen van een zonnebad in een positie waarbij ze zo veel mogelijk zonlicht opvangen, de voorpoten worden afgeplat en de achterpoten naar achteren gestoken. De gedraaide poten zorgen voor een groter lichaamsoppervlak waardoor meer zonlicht wordt opgevangen.
De poten dragen vaak nagels die dienen om op het land te klimmen. Bij veel soorten hebben de mannetjes langere nagels dan vrouwtjes, dit komt doordat ze zich op het vrouwtje moeten hijsen bij de paring. De langere nagels van de mannetjes zijn ook een secundair geslachtskenmerk, ze dienen om de vrouwtjes te imponeren.
Sommige schildpadden kunnen in bomen klimmen om te zonnen, hierbij wordt de bek als grijporgaan gebruikt. Alleen bomen die boven het water hangen worden beklommen. Hierdoor slaat de schildpad niet te pletter als het dier zich bij verstoring laat vallen om te ontkomen maar belandt in het water en kan zo ontsnappen. Voorbeelden van soorten waarvan beschreven is dat soms in bomen geklommen wordt zijn de grootkopschildpad (Platysternon megacephalum) en enkele soorten uit de familie modder- en muskusschildpadden (Kinosternidae).

### Staart
Een schildpad heeft altijd een staart, bij veel soorten blijft deze klein maar de staart kan ook bijna net zo lang zijn als het schild. De staart heeft geen echte functie meer; een schildpad kan niet snel rennen als een hagedis, die de staart gebruikt als balans. Ook bij het zwemmen is de staart nutteloos, in tegenstelling tot een krokodil die de staart als peddel gebruikt. Bij veel soorten schildpadden zijn de mannetjes te onderscheiden van de vrouwtjes door een langere en dikkere staart.
De grootkopschildpadden hebben een staart die ongeveer de helft van de lichaamslengte is en vele driehoekige beenplaatjes draagt. De staart van deze soorten lijkt wat op die van een krokodilachtige.

## Inwendige anatomie
Schildpadden wijken fysiologisch sterk af van alle andere reptielen, het door botweefsel gevormde schild, de positie van de schoudergordel en de vorm van de bek. Anatomisch gezien zijn de verschillen kleiner; schildpadden hebben dezelfde organen als andere reptielen en een vergelijkbare bloedsomloop, spijsvertering en ademhaling. Schildpadden hebben altijd twee longen, in tegenstelling tot veel slangen, en zijn in het bezit van een urineblaas, die bij enkele groepen van reptielen ontbreekt.

### Skelet en schedel

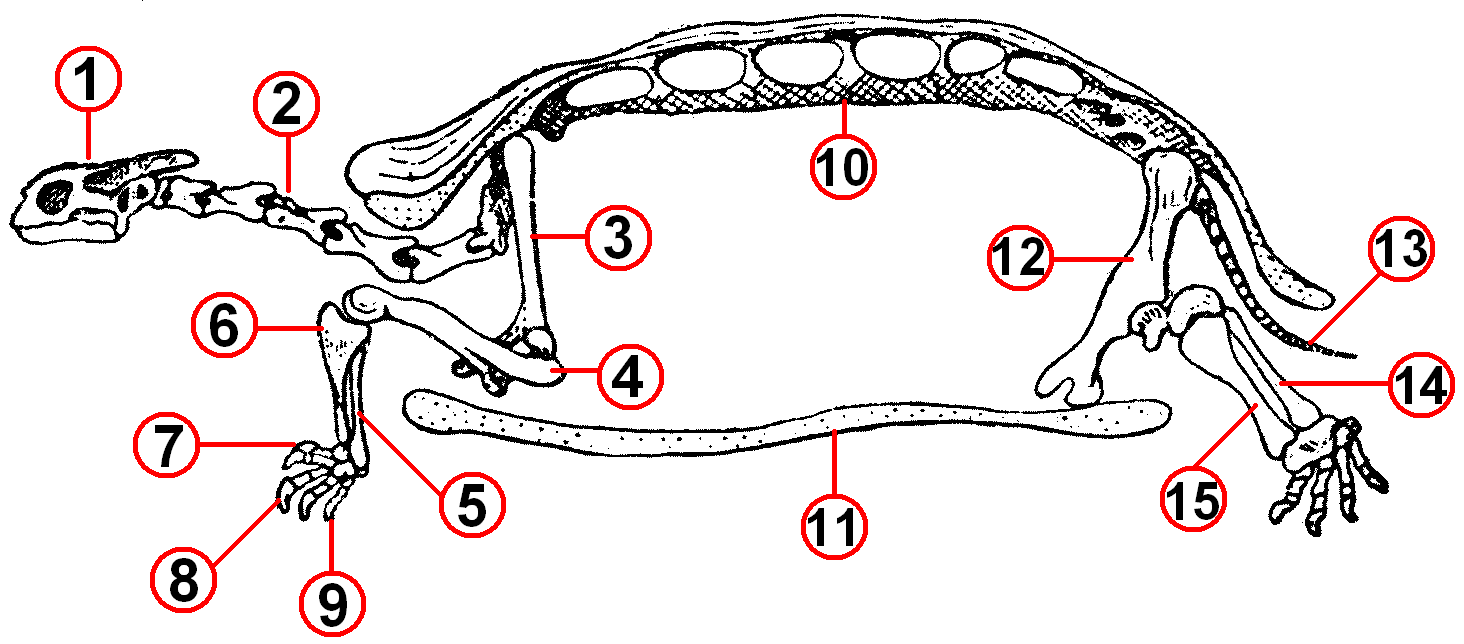
Het skelet van een schildpad, hier een Testudo- soort:
----

Het skelet van een schildpad bestaat van snuit tot staartpunt uit de schedel (1), de halswervels (2), de schoudergordel (3) en voorpoten (4-9), de borstwervels (10) met de sterk afgeplatte ribben, de bekkengordel (12) met achterpoten (14-15) en ten slotte de staartwervels (13). Aan de onderzijde van het schild is het plastron (11) aanwezig dat de buik beschermt.
Veel reptielen hebben 'gaten' in de schedel, die met een wetenschappelijker naam fanestrae of vensters worden genoemd en dienen als aanhechtingspunt voor de kaakspieren. Bij schildpadden ontbreken deze echter, waardoor de groep lange tijd tot de Anapsida werd gerekend, wat vrij vertaald vensterlozen betekent. Andere reptielen worden tot de Diapsida (twee-vensterigen) gerekend, maar vermoed wordt dat ook de schildpadden tot deze groep behoren en dat de vensters zijn dichtgegroeid.
De verschillende schedelbotten van schildpadden wijken af van die van andere reptielen, zo is het vierkantsbeen hol, het steekt aan de achterzijde van de kop uit en is zichtbaar aan de zijkant van de kop. Het vierkantsbeen is net als het botje quadrato jugal vrij groot, het schubvormig schedelbeen of squamosum is aan de bovenzijde van de kop gepositioneerd. Bij de meeste primitieve reptielen, zoogdieren en vogels zijn vierkantsbeen en quadrato jugal juist vrij klein en worden aan de buitenzijde bedekt door een groot schubvormig schedelbeen.
Een schildpad heeft altijd acht halswervels, die zeer beweeglijk zijn. Bij het in het schild terugtrekken van de kop wordt bij de schildpadden die behoren tot de halswenders (Pleurodira) eerst de nek gebogen waarna de kop zijwaarts wordt teruggetrokken, de nek wordt langs de schildrand gebogen. Hierbij worden de halswervels in een S- vorm gebogen en kunnen zowel links- als rechtsom buigen. Bij de halsbergers (Cryptodira) kan de nek en de kop direct in het schild worden teruggetrokken, de halswervels bevinden zich dan binnen de schoudergordel.
Een voor gewervelden unieke aanpassing is de positie van de schoudergordel, deze bevindt zich tussen de ribben in het schild, evenals de bekkengordel. De botten van de voor- en achterpoten zijn gekromd en staan zijwaarts gericht. De borstwervels zijn vergroeid met de beenplaten en maken onderdeel uit van het schild, een schildpad heeft altijd tien borstwervels.
Een schildpad heeft ten slotte twee sacrale wervels (die het heiligbeen vormen) en ongeveer twintig tot dertig staartwervels. Deze zijn het kleinst, de staart is vooral aan de basis meer beweeglijk maar is verder relatief stijf. De staart wordt nooit direct teruggetrokken zoals de kop maar wordt altijd onder de schildrand geborgen.

### Ademhaling
Schildpadden hebben longen en moeten regelmatig ademhalen. Veel soorten hebben een lange nek om in dieper water te kunnen leven en enkele soorten hebben zelfs een verlengde, steel-achtige neus. Vrijwel alle schildpadden kunnen goed zwemmen maar houden dat niet lang vol; in te diep water kan een schildpad zelfs verdrinken.
Een schildpad kan zijn lichaamsvolume in tegenstelling tot andere dieren niet vergroten door het harde schild; de longen kunnen hierdoor niet sterk uitzetten wat de ademhalingscapaciteit beperkt. Bij bedreiging moet een schildpad zelfs eerst alle lucht uit de longen persen om zijn kop en poten terug te kunnen trekken.
De longen van schildpadden zijn relatief groot en bevatten net als andere reptielen luchtpijpvertakkingen (bronchioles) die eindigen in longblaasjes (alveolen). Dit in tegenstelling tot bijvoorbeeld kikkers, die longen hebben die vergelijkbaar zijn met een lege zak. De longblaasjes vergroten het contactoppervlak aanzienlijk waardoor de gasuitwisseling efficiënter is. Spieren bij de voorpoten worden gebruikt om de longen verder uit te zetten, spieren tegen het longoppervlak dienen om de longen te ledigen. Als aanvulling op de longademhaling hebben veel schildpadden zuurstof-opnemende slijmvliezen in andere delen van het lichaam, zoals in de keel. Ook zijn er soorten met dergelijke aanpassingen in de cloaca, het water wordt in- en uit de cloaca gepompt waarbij zuurstof aan het water wordt onttrokken. Aan het einde van de endeldarm is een gepaarde blaas aanwezig, het geheel wordt aangeduid als de anaalblazen. In water levende soorten kunnen met de sterk doorbloede wanden van deze blazen zuurstof opnemen uit het water. Ze kunnen zo overwinteren op de bodem van het water terwijl deze bedekt is met een laag ijs. Een voorbeeld van een dergelijke soort is de fitzroyschildpad (Rheodytes leukops).
Schildpadden kunnen de lucht in de longen gecontroleerd van de ene naar de andere long verplaatsen. Dit wordt door waterbewonende soorten gebruikt als balans om zo hun zwaartepunt te veranderen. Dit is te vergelijken met de zwemblaas van vissen. Waterschildpadden kunnen relatief lange tijd in zuurstofloze condities overleven, dit geldt voornamelijk voor zeeschildpadden zoals exemplaren die terechtkomen in visnetten.

### Spijsvertering

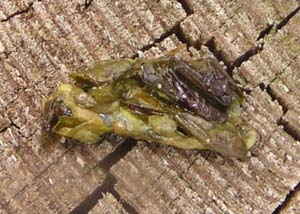
De uitwerpselen van de Europese moerasschildpad, een omnivoor, bevatten zowel plantaardige als dierlijke delen.

Vanwege het ontbreken van tanden kunnen schildpadden het voedsel niet vermalen. Ze snijden het voedsel met de scherpe, verhoornde rand van de bek in hapklare brokken die in één keer worden verzwolgen. Ter ondersteuning van de spijsvertering slikken schildpadden kleine steentjes in die het voedsel in de maag helpen vermalen. Deze 'maagstenen' worden gastrolieten genoemd. Het inslikken van stenen komt ook voor bij andere reptielen als krokodilachtigen, en loopvogels.
Het spijsverteringsstelsel is aangepast op het menu; soorten die veel planten eten hebben een dunne darm die veel langer dan de lichaamslengte kan zijn. Ze zijn in staat zo'n 30% van de in het voedsel aanwezige cellulose te verteren. Typische vleeseters hebben een relatief korte dunne darm. Alle schildpadden hebben een bijzonder grote lever. Het is het grootste inwendige orgaan. De lever ondersteunt niet alleen de spijsvertering door gal aan te maken maar speelt ook een rol als de schildpad in een omgeving met een zeer lage temperatuur terechtkomt. Dit komt voor bij op het land overwinterende schildpadden. De lever scheidt dan verbindingen uit die een met antivries vergelijkbare werking hebben.
Schildpadden hebben net als veel hagedissen een urineblaas, die bij andere reptielen zoals krokodilachtigen en slangen ontbreekt. De urine wordt net als de ontlasting uitgescheiden door de cloacaholte, die gelegen is aan de staartbasis en dwars op de lichaamsas gepositioneerd is.

### Regeneratie
Schildpadden zijn tot op zekere hoogte in staat zware verwondingen te overleven doordat ze een goed ontwikkeld vermogen tot regeneratie hebben; het vervangen van beschadigde delen zoals het schild. Schildpadden staan bloot aan gevaren waartegen zelfs het harde schild ze niet tegen beschermt, zoals beten van krokodilachtigen of roofvogels die de schildpad van grote hoogte laten vallen om het dier te kraken. Scheuren in het schild zijn een vaak voorkomende verwonding en hoewel de genezing langzaam gaat kunnen schildpadden volledig genezen van dergelijke beschadigingen, al blijft de scheur vaak zichtbaar op het schild.
Ook bosbranden kunnen grote schade aanrichten aan het schild. Als de levende huidlaag tussen de beenschilden en de hoornschilden niet al te zwaar beschadigd is, groeien de hoornschilden geheel of gedeeltelijk weer aan.
Een schildpad kan indien een poot wordt afgebeten door bijvoorbeeld een haai niet de gehele poot laten aangroeien maar is wel in staat dergelijke zware verwondingen te laten helen en zonder zichtbare moeite verder te leven. Een opmerkelijke waarneming werd gedaan door Deraniyagala, die beschreef dat de hoornschilden van karetschildpadden, nadat deze in kokend water werden gedompeld en van het schild werden verwijderd, geheel aangroeiden als de schildpad nog jong was.

### Zintuigen

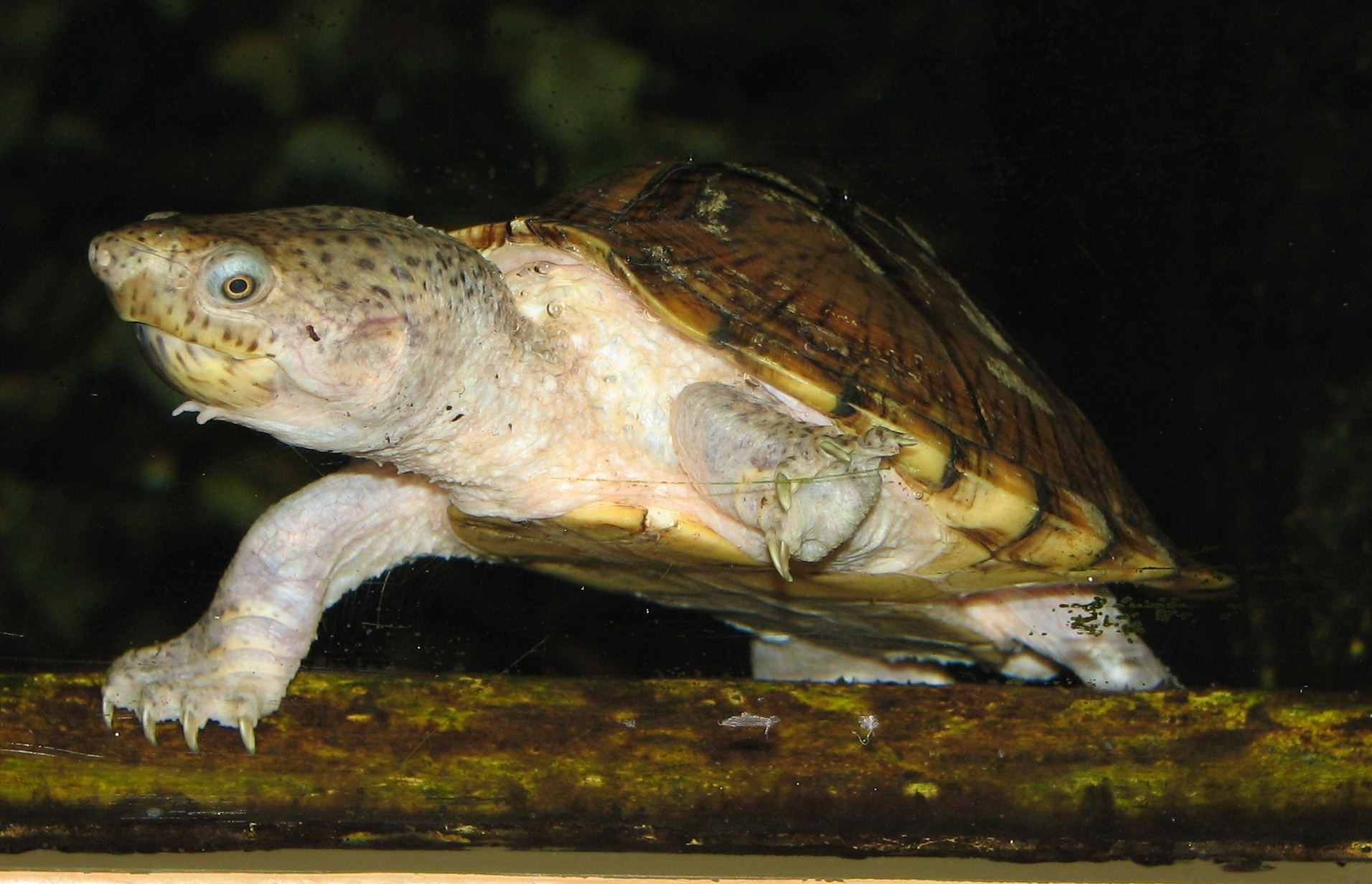
Baarddraden aan de kin van de gekielde muskusschildpad (Sternotherus carinatus)

Schildpadden hebben een goed gezichtsvermogen, de ogen zijn complex. Omdat schildpadden net als vogels en andere reptielen vier soorten kegeltjes op het netvlies hebben, kunnen ze naast kleuren ook delen in het ultraviolette en infrarode spectrum waarnemen. Ook 's nachts kan de schildpad goed zien door het hoge aantal staafjes op het netvlies. Ook kunnen ze onder water potentiële vijanden op de oever zien aankomen. Het gezichtsvermogen is een belangrijk zintuig om voedsel en vijanden op afstand te lokaliseren. Veel waterschildpadden kunnen uitstekend zien onder water, op het land echter is het gezichtsvermogen beperkt.
Met name in het water levende schildpadden hebben een goed ontwikkeld reukvermogen om voedsel op te sporen. Zowel levende prooidieren als in het water liggende karkassen van andere dieren worden opgespoord, veel waterschildpadden hebben aas op het menu staan. Tijdens de voortplantingstijd wordt de reukzin gebruikt om een soortgenoot van het andere geslacht te zoeken. Bij in water levende soorten kunnen de schildpadden elkaar zo over grote afstanden lokaliseren. Schildpadden hebben net als veel andere gewervelden een orgaan van Jacobson, dit reukorgaan heeft echter een afwijkende bouw in vergelijking met andere reptielen.
Schildpadden hebben geen goed gehoor, omdat ze wel inwendige oorbotjes hebben, maar geen uitwendige gehooropening. Het trommelvlies is bedekt door de huid. De stijgbeugel (stapes) is recht en staafvormig. Schildpadden gaan voornamelijk af op trillingen in de bodem om potentiële vijanden en soortgenoten te lokaliseren. De trillingen verplaatsen zich via de achterpoten en het schild naar het binnenoor. Een schildpad kan voornamelijk lage tonen waarnemen.
Een aantal soorten schildpadden heeft kleine tastzintuigen aan de kin die te vergelijken zijn met de baarddraden van vissen. Deze worden gebruikt om zich te oriënteren in het water.
Schildpadden hebben een relatief klein stel hersenen dat echter hoog is ontwikkeld. Vooral de delen van de hersenen die gaan over de reuk, het zicht en het evenwicht zijn goed ontwikkeld. Schildpadden zijn in het bezit van een goed geheugen en uit in gevangenschap gehouden exemplaren blijkt dat ze ook kunnen leren. Van zeeschildpadden is bekend dat ze steeds terugkeren naar het strand waar ze zelf geboren zijn. Ze kunnen zich net als trekvogels over grote afstanden oriënteren maar het mechanisme hierachter is niet precies bekend.

## Levenswijze

### Thermoregulatie en jaar- en dagactiviteit

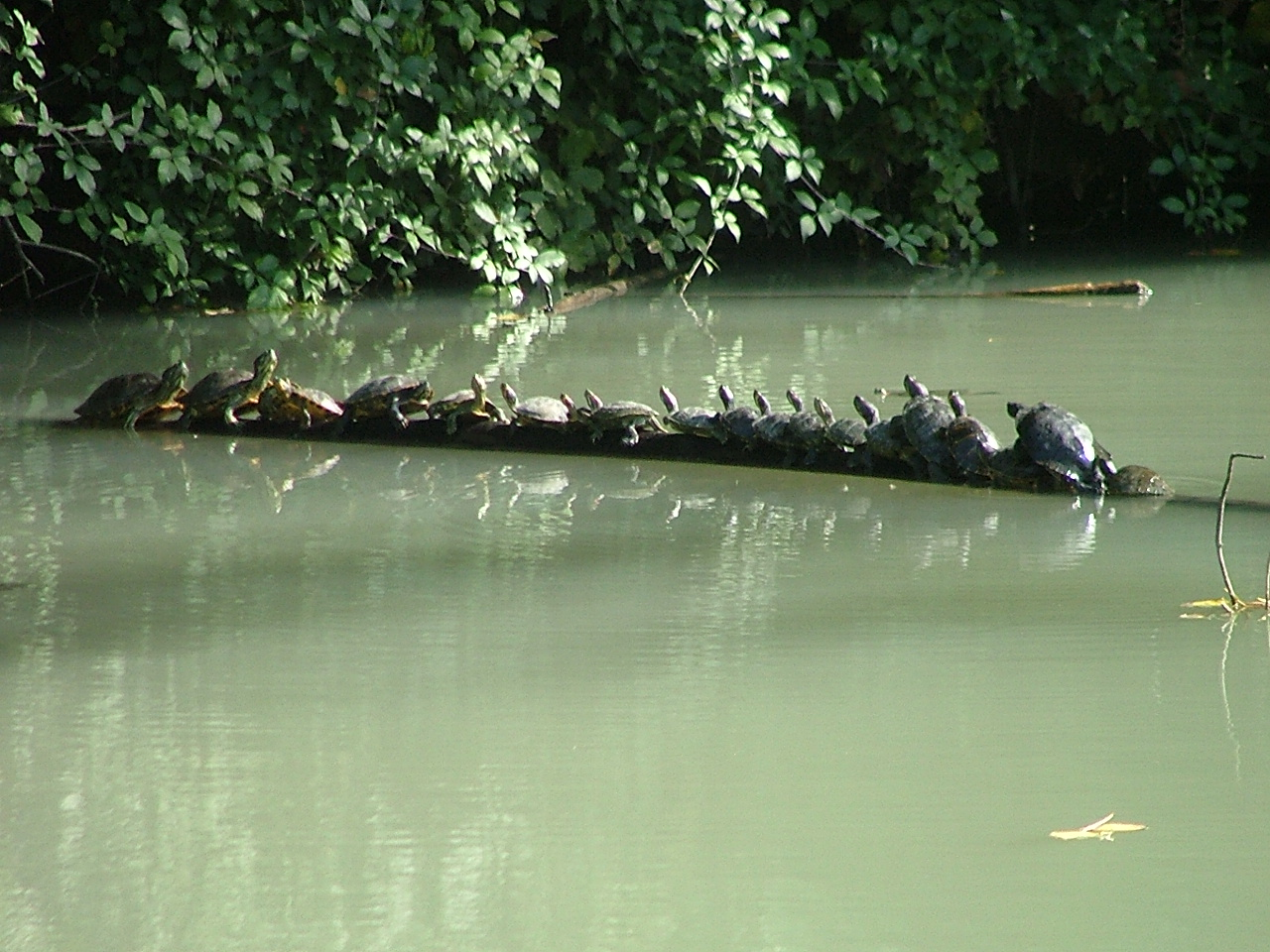
Schildpadden nemen graag een zonnebad, hier de lettersierschildpad in Rome, Italië.

Schildpadden zijn net als alle andere reptielen koudbloedig of meer specifiek ectotherm; ze kunnen zelf geen lichaamswarmte produceren. Dit is de reden dat vrijwel alle soorten in koude gebieden niet kunnen overleven en de meeste schildpadden in subtropische tot tropische gebieden voorkomen. Veel schildpadden zijn overdag actief maar moeten op het heetst van de dag schuilen of zijn gedwongen zich gedurende een heel hete of koele periode enige tijd te verschuilen.
Soorten die in meer gematigde streken zoals Centraal-Europa of Noord-Amerika leven houden een winterslaap. Schildpadden worden steeds trager als de temperatuur in de herfst lager wordt en eten steeds minder. Vlak voor de dieren hun zomer- of winterkwartier opzoeken stoppen ze volledig met eten, ze zijn nog enige tijd actief waarbij de laatste voedselresten worden uitgescheiden. Dit voorkomt dat de resten gaan rotten, een schildpad overwintert met een lege maag en teert op zijn reserves. Het metabolisme van de schildpad staat gedurende deze tijd op een lager pitje.
Dit is ook de reden dat veel soorten zich het liefst zo vroeg mogelijk in het jaar voortplanten. Het nageslacht heeft zo langer de tijd zich te ontwikkelen en zo veel reserves op te bouwen om de volgende winter te overleven. Waterschildpadden kruipen weg in de modder van het water waar de temperatuur zelden lager is dan 4 graden, ze zijn soms al actief bij een watertemperatuur van 8 graden.
Landschildpadden moeten zich diep ingraven om niet te bevriezen, ze ontwaken pas bij een hogere temperatuur. Als bevriezing van het lichaam optreedt sterft het weefsel af en zal de schildpad niet meer ontwaken. Veel soorten hebben echter diverse trucjes om dit te voorkomen. Een voorbeeld is de vierteenlandschildpad (Testudo horsfieldii), die met antivriesmiddel vergelijkbare stoffen in het bloed heeft en zo een temperatuur beneden het vriespunt kan overleven.
Schildpadden zijn vaak dagactief, maar er zijn enkele uitzonderingen. Voorbeelden zijn veel modder- en muskusschildpadden en de matamata. Deze soorten zijn schemer- of nachtactief en trekken zich overdag terug. Ook de gopherschildpad is een schemeractieve soort, die leeft in zeer hete gebieden. Deze schildpad trekt zich overdag terug in zelfgegraven holen.
Veel dagactieve soorten die in koele of gematigde gebieden leven nemen graag een zonnebad. Waterschildpadden zijn hierbij zeer tolerant; de dieren kruipen vaak op elkaar wat door de onderste dieren geduld wordt. Om de opname van warmte te bevorderen wordt het lichaam in de richting van de zon gekeerd waarbij de voorpoten worden afgeplat. De achterpoten worden gestrekt en met de platte kant richting de zonnewarmte gehouden. Ook de nek wordt gedraaid om een zo groot mogelijk lichaamsoppervlak bloot te stellen aan de zon.
Door het nemen van een zonnebad worden schildpadden sneller en actiever. Bovendien versnelt een hogere lichaamstemperatuur net als bij alle reptielen de spijsvertering aanzienlijk. Door de isolerende werking van het schild kan de warmte een tijdje opgeslagen worden, het effect hiervan is echter gering.
Een bijzondere soort is de lederschildpad (Dermochelys coriacea), die dankzij de permanent zwemmende levenswijze een verhoogde lichaamstemperatuur heeft ten opzichte van zijn omgeving. Hierdoor kan de schildpad zelfs in de poolwateren naar voedsel zoeken.
Schildpadden kunnen door hun schubbenhuid niet zweten om af te koelen en moeten bij hitte verkoeling zoeken in het water of schuilen in een hol onder de grond. Landbewonende soorten graven vaak hun eigen hol, waterschildpadden zoeken meestal het water op bij hete omstandigheden. Landschildpadden nemen graag een modderbad ter verkoeling, dit dient ook om van parasieten af te komen. Als er in langdurig hete perioden geen voedsel aanwezig is vanwege de droge omstandigheden, trekken sommige soorten zich enkele weken tot maanden terug in een hol. Deze rustperiode wordt overzomering of aestivatie genoemd.

### Voortplanting en ontwikkeling
Schildpadden hebben een vrij uniforme manier van voortplanting en ontwikkeling. Alle soorten leggen eieren die begraven worden waarna de juvenielen zich enige tijd later uitgraven en zich relatief langzaam ontwikkelen. In tegenstelling tot andere reptielen zoals krokodilachtigen en sommige hagedissen kent geen enkele soort enige vorm van broedzorg, waardoor de juvenielen er alleen voor staan.

#### Geslachtsonderscheid
Mannetjes en vrouwtjes zijn te onderscheiden door wat afwijkende kenmerken die echter niet altijd goed te zien zijn. Mannelijke schildpadden blijven over het algemeen kleiner en lichter dan vrouwtjes. Bij schildpadden komt een kleuromslag bij de mannetjes in de paartijd zoals bij hagedissen in principe niet voor. Een zeldzame uitzondering is de callagurschildpad, waarvan het mannetje een witte kop krijgt met rode en blauwe vlekken.
Typische geslachtsonderscheidende kenmerken die voor de meeste soorten gelden zijn;
- Mannetjes hebben een dikkere en langere staart.
- Mannetjes hebben een soort kuil in het buikpantser, vrouwtjes een plat buikpantser; zo blijft het mannetje makkelijk op het vrouwtje zitten bij de paring, met een plat buikpantser zou hij eraf glijden.
- Mannetjes hebben langere nagels; ook dit dient onder andere om beter op het vrouwtje te klimmen bij de paring.
- Bij sommige soorten hebben de mannetjes sporen aan de binnenzijde van de dijen, dit zijn kleine, stekelachtige uitsteeksels die bij vrouwtjes ontbreken.

#### Paring
Schildpadden kennen een inwendige bevruchting, waarbij het mannetje zijn sperma direct in de vrouwelijke geslachtsopening brengt. Alle soorten leggen zonder uitzondering eieren.
De voortplantingstijd van een schildpad is soortspecifiek. Voordat de paring plaatsvindt, vechten rivaliserende mannetjes vaak door tegen elkaar te beuken. Schildpadden kennen een balts die ook weer verschilt per soort. Bij veel waterschildpadden hebben de mannetjes zeer lange nagels aan de voorpoten, die ze gebruiken om naar het vrouwtje te waaieren. Landbewoners achtervolgen elkaar, waarbij de mannetjes de vrouwtjes bijten. Dit agressieve gedrag komt bij wel meer reptielen voor zoals de hagedissen, die het vrouwtje zo met de bek vasthouden tijdens de paring. Bij schildpadden echter wordt het bijten van het mannetje beloond met een betere toegang tot de cloaca van het vrouwtje.
Een schildpad is eenvoudig beschouwd een schild met een lichaam erin, wat vergelijkbaar is met een ballon: als de ene kant wordt ingedrukt, stulpt de andere kant uit. Als het vrouwtje haar kop en nek aan de voorzijde intrekt, wordt haar cloaca zo makkelijker toegankelijk.
De mannetjes hebben vrijwel altijd een enkelvoudige penis, alleen de weekschildpadden hebben een enigszins gevorkte penis voor een betere toegang tot de cloaca van het vrouwtje. Een volledig gespleten penis of 'hemipenis' is overigens normaal bij andere reptielen als slangen en hagedissen.
De paring van waterbewonende schildpadden vindt plaats in het water, strikt landbewonende soorten paren op het land. Bij de paring van landbewonende schildpadden gaat het mannetje op de achterpoten staan en hijst zich met de voorpoten gedeeltelijk op het vrouwtje. De pose lijkt nog het meest op de houding die bij mensen de hondjeshouding wordt genoemd. Het mannetje maakt schokkende bewegingen en spert de bek tijdens de paring open. Ook worden, met name bij de grotere soorten, hijgende, grommende of zelfs luid gillende geluiden gemaakt die voor reptielen hoogst ongebruikelijk zijn. Het vrouwtje daarentegen maakt meestal een gelaten indruk, soms wandelt ze tijdens de paring verder en neemt het mannetje zo letterlijk op sleeptouw, ook vrouwtjes die de copulatie al etend doorbrengen zijn wel beschreven.

#### Eiafzet
Schildpadden zijn zonder uitzondering ovipaar, ofwel eierleggend. Omdat het produceren van eitjes veel energie van een vrouwtje vergt, worden niet altijd ieder jaar nakomelingen geproduceerd zoals bij de meeste gewervelden. De eieren worden bijna altijd begraven in de bodem, vrijwel altijd wordt een zanderige locatie opgezocht. Meestal wordt een ondiepe kuil gegraven waarin de eieren worden gedeponeerd en de kuil wordt vervolgens dichtgegooid met de achterpoten. Als de grond te droog is wordt deze door een aantal soorten bevochtigd met vloeistoffen uit de darm.
Veel soorten zeeschildpadden trekken ieder jaar naar bepaalde stranden om daar de eitjes af te zetten. Dit wordt ook wel arribada genoemd. Dit zijn altijd dezelfde stranden, omdat de dieren erg strikt zijn is goed te voorspellen wanneer ze weer aan land komen. Ze graven eerst een kuil om zich in te verbergen tijdens de eiafzet, daarna graven ze het nest. Tijdens het leggen verkeren de vrouwtjes in een soort trance waarbij ze gemakkelijk te benaderen en zeer kwetsbaar zijn.
Bij zeeschildpadden verlaten de jonge dieren gelijktijdig het nest om zo de overlevingskansen te vergroten, dit is echter niet bij alle soorten het geval. Ook is bekend dat de juvenielen van Chrysemys picta in het ei kunnen overwinteren.

#### Ei

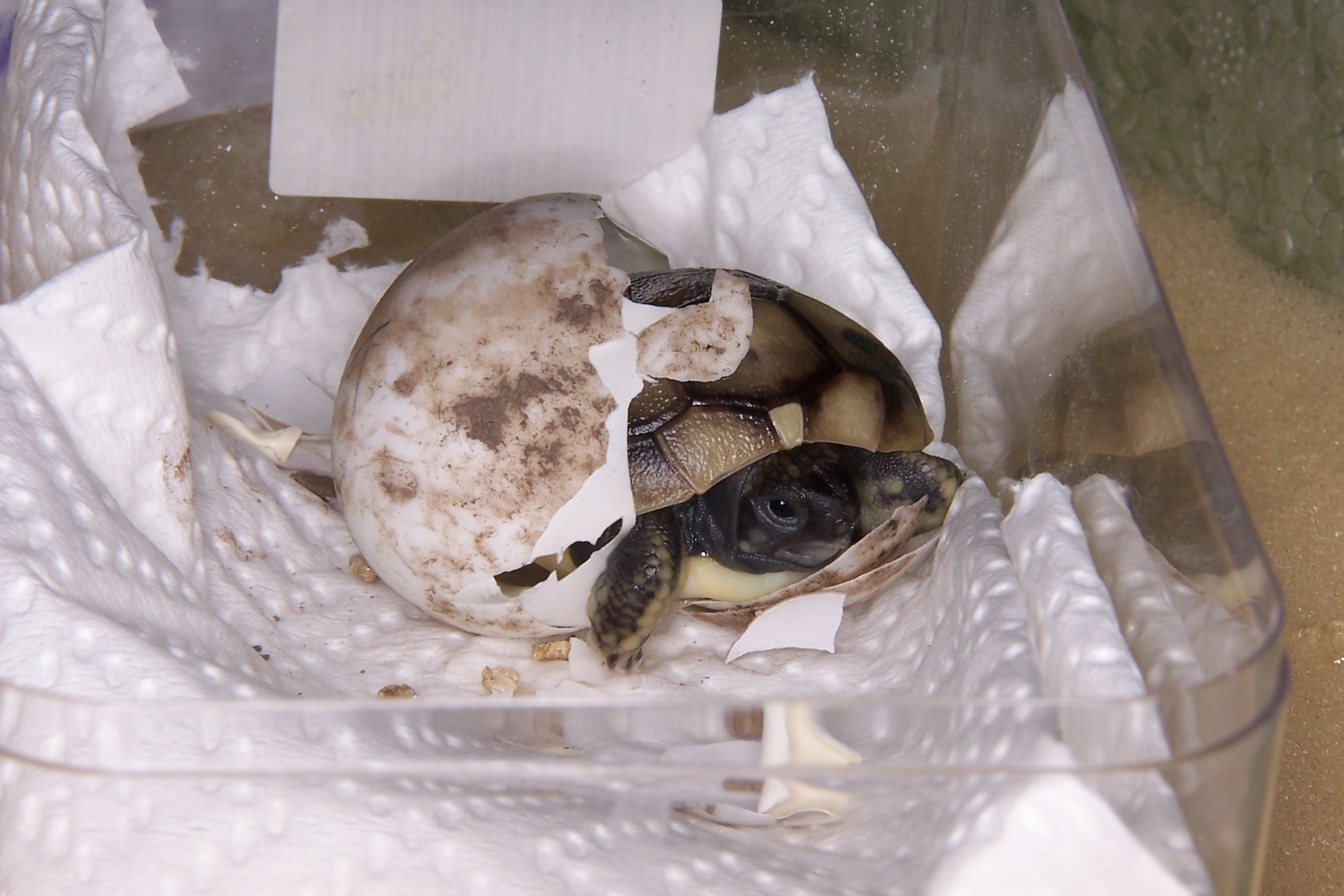
Een Griekse landschildpad kruipt uit het ei.

De eieren van schildpadden zijn ovaal tot kogelrond van vorm en wit tot witgeel van kleur. Ze kunnen een heel zachte schaal hebben of een meer verkalkte schaal. De eieren van alle soorten hebben een poreuze schaal zodat zuurstof kan worden onttrokken aan de omgeving en water worden uitgescheiden. Schildpaddeneieren worden meestal op het land afgezet omdat de embryo's zuurstof nodig hebben en dit niet uit het water kunnen onttrekken. Er zijn echter uitzonderingen, zo legt Chelodina kuchlingi de eieren onder water van uitdrogende waterpoelen. Andere eieren komen juist uit onder water, zoals die van de Nieuw-Guinese tweeklauwschildpad (Carettochelys insculpta). Hierdoor komen de eieren gesynchroniseerd uit tijdens de regentijd.
Een aantal schildpadden, zoals alle zeeschildpadden, produceren grote legsels. Andere schildpadden, zoals soorten uit de geslachten Homopus en Pyxis, leggen maar één ei per legsel. Beide tactieken dienen om het kroost zo veel mogelijk overlevingskansen te bieden. Bij soorten die maar een enkel ei afzetten, is het embryo verder ontwikkeld dan bij soorten met veel eieren. Bij soorten die veel eieren afzetten is de vorm van het ei rond, bij soorten die weinig eieren produceren is het ei meer ovaal van vorm. Schildpadden kunnen meerdere legsels per seizoen produceren, tot meer dan tien per jaar bij sommige zeeschildpadden.
Schildpadden hebben geen geslachtschromosomen; het geslacht wordt bepaald door de omgevingstemperatuur tijdens de incubatieperiode. Een lagere temperatuur zorgt voor een mannetje, een hogere voor een vrouwtje, dit wordt temperatuurafhankelijke geslachtsbepaling genoemd. Er zijn echter uitzonderingen bekend waarbij het geslacht niet bepaald wordt door de omgevingstemperatuur.

#### Jonge schildpadden

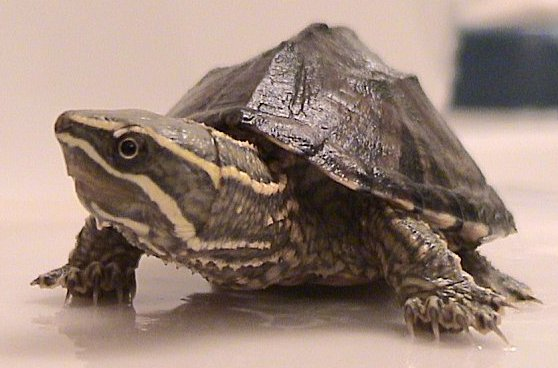
Een jonge muskusschildpad heeft nog drie duidelijke kielen op het schild, die later verdwijnen.

Enkele weken tot maanden nadat de eitjes zijn afgezet kruipen de jongen uit het ei en graven zich uit. Schildpadden hebben als ze uit het ei kruipen een zogenaamde eitand, die alleen dient om het ei te openen en daarna al spoedig loslaat. Soorten die op het land leven, verspreiden zich over het land, soorten die in water leven zoeken zo snel mogelijk het water op.
Bij de schildpadden valt op dat de jongen soms totaal niet op de ouders lijken. Het schild is altijd platter, maar ook de vorm van het schild en de tekeningen op zowel schild als huid kunnen zeer sterk afwijken. De schildrand heeft bij veel soorten doornachtige uitsteeksels aan de achterzijde van het schild en is vaak voorzien van opstaande lengtekielen, deze kenmerken vervagen naarmate de schildpad groeit en ouder wordt. Van enkele schildpadden werd vanwege het grote verschil in jeugd- en volwassen vorm zelfs lange tijd gedacht dat de jongen en de volwassen dieren twee verschillende soorten waren. Ook het voedsel is vaak anders, de jongen eten vrijwel altijd meer dierlijk materiaal dan de volwassen exemplaren, dit komt doordat ze sneller groeien en als gevolg hiervan meer dierlijke eiwitten nodig hebben.

#### Volwassen schildpadden
Als een schildpad eenmaal volwassen is, blijft het dier zijn hele leven groeien, al groeien heel oude exemplaren zeer langzaam. De schildvorm blijft vaak veranderen maar niet meer zo drastisch. Heel oude schildpadden hebben vaak een platter en langer schild dan recent volwassen geworden exemplaren, hoewel dit enigszins per soort verschilt. Sommige schildpadden krijgen juist een meer bulterig schild, het centrum van iedere bult wordt gevormd door het midden van een hoornplaat. De oudere dieren verliezen de helderheid van de kleurentekening en hebben vaak een enigszins verweerd schild, dat vaak littekens draagt van aanvallen van vijanden zoals roofvogels of krokodilachtigen.
Schildpadden doen er erg lang over om volwassen te worden en zich voort te planten. Hierdoor zijn schildpadden relatief kwetsbaar. Ze kunnen echter zeer oud worden, de kleinste soorten bereiken gemakkelijk een leeftijd van twintig tot veertig jaar. Grotere soorten kunnen meer dan honderd jaar oud worden en de alleroudste exemplaren die bekend zijn werden ruim 150 jaar oud.

### Voedsel en jacht

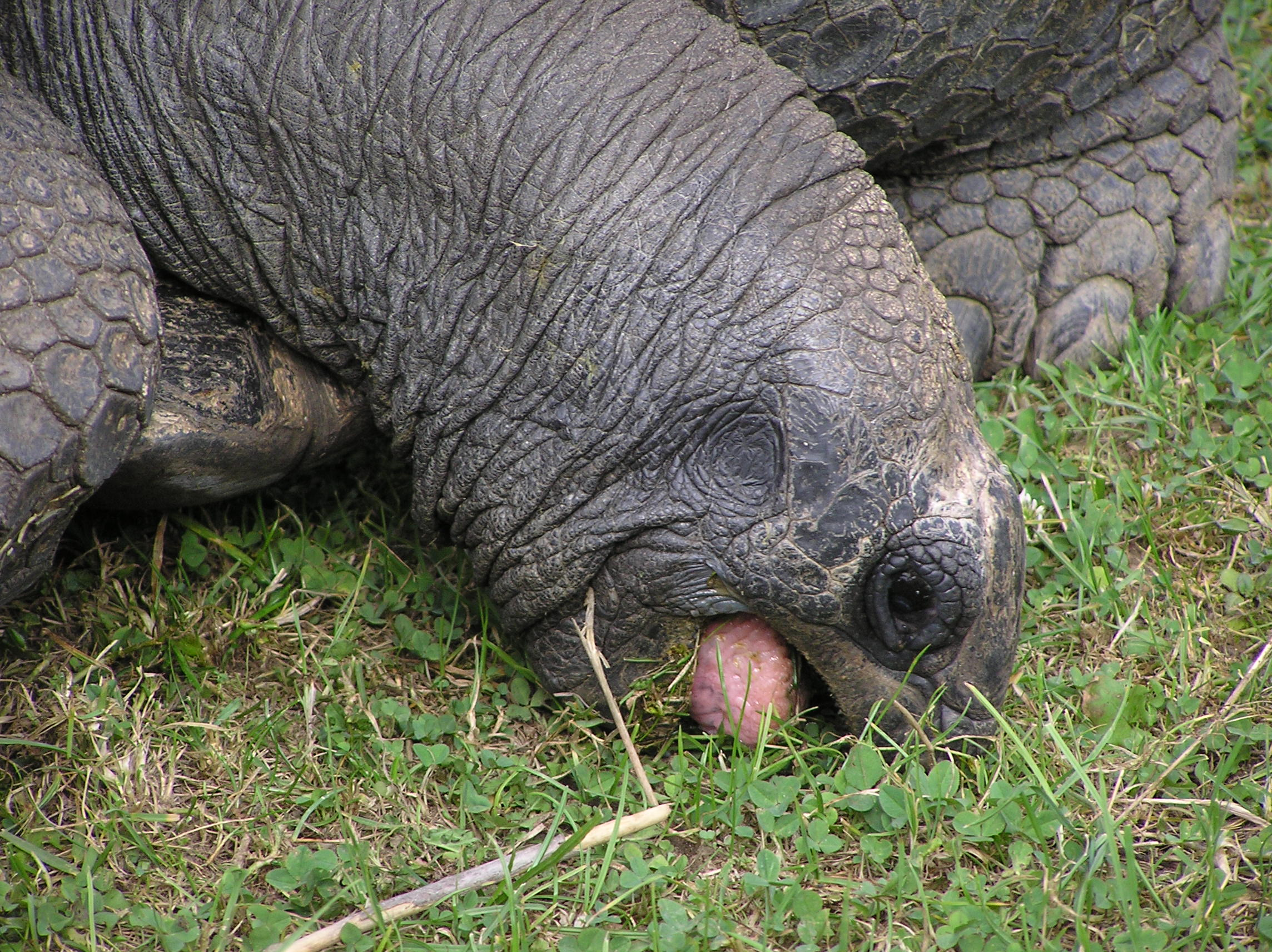
Gespecialiseerde soorten leven van grassen en hebben net als andere planteneters een zeer lang darmstelsel.

Schildpadden kunnen carnivoor (vleesetend), herbivoor (plantenetend), of omnivoor (allesetend) zijn. Veel waterschildpadden leven voornamelijk van dierlijk materiaal, zoals vissen, slakken, insecten, wormen, kleine kreeftachtigen en amfibieën. Slechts enkele soorten kunnen als bijzonder roofzuchtig worden beschouwd, zoals de bijtschildpad, die indien de kans zich voordoet ook watervogels grijpt. Ook aas wordt door veel schildpadden gewaardeerd. De meeste schildpadden eten naast dierlijk materiaal ook plantendelen als bladeren, fruit, zaden en wortels.
Soms komt een sterke voedselspecialisatie voor zoals de lederschildpad die voornamelijk van kwallen leeft, de karetschildpad eet vooral sponsdieren. Veel soorten hebben een hoge voorkeur voor bepaalde prooidieren, zoals de madagaskarscheenplaatschildpad (Erymnochelys madagascariensis), die voornamelijk leeft van de slanke knobbelhoren, een puntslak.
Landschildpadden zijn de enige groep van schildpadden die hoofdzakelijk van planten leven, ze eten meestal grassen, kruidachtige planten en vruchten. Schildpadden hebben een zeer goed ontwikkeld spijsverteringsstelsel, waardoor sommige soorten alleen van gedroogde grassen kunnen leven, zie ook onder het kopje spijsvertering. Ook de hierin levende slakken en andere ongewervelden worden gegeten, deze dieren zijn waarschijnlijk geen 'bijvangst' maar maken wezenlijk onderdeel uit van het menu. Van enkele soorten is beschreven dat ook aas (necrofaag) en mest (coprofaag) wordt gegeten.
Omdat schildpadden koudbloedig zijn en hun fysiologie en gedrag erop zijn ingesteld om zo min mogelijk te bewegen, kunnen ze overleven in omgevingen met weinig voedsel. Jonge schildpadden daarentegen moeten nog groeien en hebben meer dierlijke eiwitten nodig. Naarmate ze ouder en groter worden gaan ze steeds meer planten eten, dit komt ook voor bij de hagedissen, een voorbeeld is de groene leguaan. Met name jonge maar ook oudere schildpadden hebben veel kalk nodig voor de opbouw van het skelet zoals de beenplaten van het schild.

#### Jacht
De schildpad komt aan voedsel door actief te foerageren en struint de omgeving af op zoek naar voedsel, gebruikmakend van het goed ontwikkelde gezichts- en reukvermogen. Enkele soorten hebben bijzondere manieren ontwikkeld om aan voedsel te komen:
- Van de bosbeekschildpad (Glyptemys insculpta) is bekend dat hij trillingen maakt die door de voorpoten naar de bodem worden geleid. Ondergronds levende ongewervelden, zoals regenwormen, raken hierdoor in de veronderstelling dat het regent en komen snel bovengronds waar ze door de schildpad worden opgegeten.[16]
- De alligatorschildpad (Macrochelys temminckii) heeft een tong met twee worm-achtige aanhangsels, die zeer dun en roze van kleur zijn. De schildpad ligt op de bodem van een rivier met een geopende bek en beweegt de aanhangsels van de tong waardoor vissen die graag wormen eten worden aangetrokken en naar de bek van de schildpad zwemmen. Zodra de vis binnen bereik is klapt de schildpad zijn bek dicht en is de prooi gevangen.[17]
- Veel waterschildpadden zoals de matamata (Chelus fimbriatus) kunnen de keel snel en sterk uitzetten om zo prooidieren naar binnen te zuigen.[18]

### Vijanden en verdediging

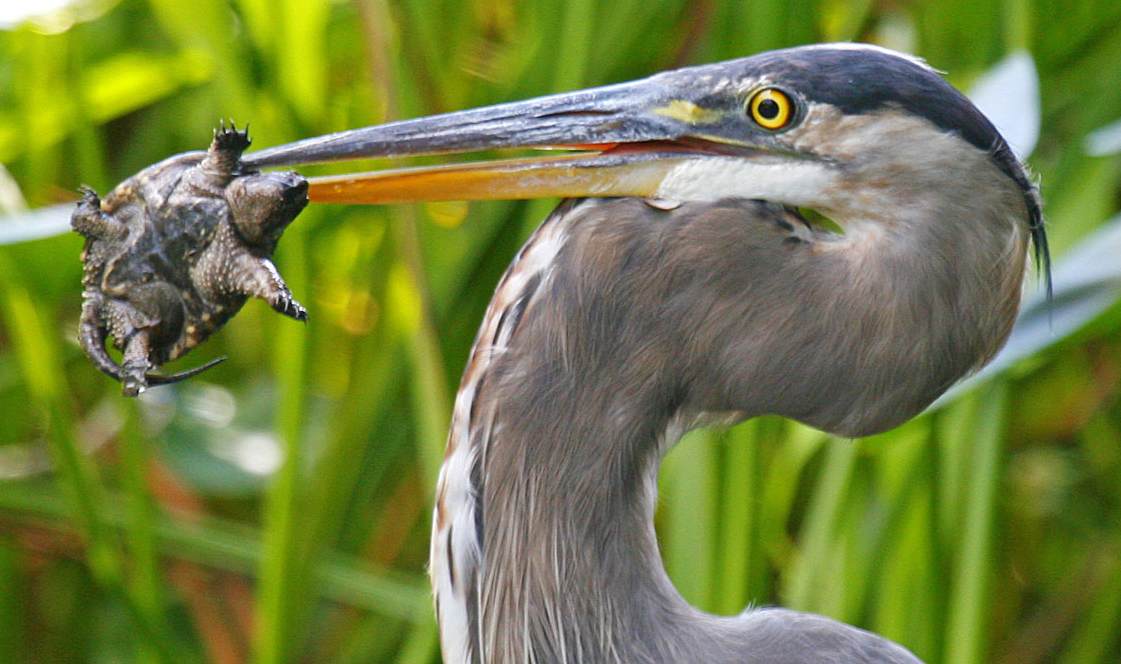
Een Amerikaanse blauwe reiger met een buitgemaakte jonge bijtschildpad.

De belangrijkste vijand van de schildpad is uiteraard de mens, zie voor de niet-natuurlijke bedreigingen het kopje Bedreigingen door de mens.
De eieren van schildpadden worden opgegraven door verschillende vijanden, van krabben en mieren tot gravende zoogdieren en sommige hagedissen. Ook jonge schildpadden worden door van alles belaagd omdat ze nog geen groot en hard schild hebben. Verschillende dieren als vissen, in water levende zoogdieren en vogels pikken er graag eentje uit het water. De volwassen exemplaren echter hebben niet veel natuurlijke vijanden vanwege het ontwikkelde schild. Alleen krokodilachtigen hebben kaken die krachtig genoeg zijn om het zeer harde schild van grote zoetwaterschildpadden te kraken. Een voorbeeld is de ruitkrokodil (Crocodylus rhombifer), die voor een belangrijk deel leeft van moerasschildpadden. De tanden achter in de bek van deze krokodil zijn breder dan de tanden voor in de bek, wat een aanpassing is op het kraken van het schild. Bij veel oudere zoetwaterschildpadden die leven in streken waar ook krokodilachtigen voorkomen draagt het schild de littekens van confrontaties met deze belangrijke vijand. Soms worden schildpadden door grote roofdieren als hond- en katachtigen gedood en gegeten, voorbeelden zijn coyotes en panters. Zeeschildpadden worden voornamelijk door haaien en de zeekrokodil belaagd, die de schildpad aan stukken scheuren.
Het schild is voor veel rovende vogels zoals kraaien te hard. Schildpadden worden soms gedood door roofvogels zoals de Amerikaanse zeearend. Omdat ook deze vogels niet in staat zijn het schild te kraken, wordt de schildpad opgepakt en mee de lucht in genomen. De vogel laat zijn prooi op grote hoogte vallen waarna de schildpad te pletter slaat en de vogel bij het vlees kan komen. Volgens de overlevering zou de Griekse dichter Aischylos aan zijn einde zijn gekomen door een vallende schildpad die het hoofd trof.
Naast roofdieren vallen schildpadden ten prooi aan parasieten als wormen, mijten, teken en lagere organismen zoals schimmels en bacteriën. Gezonde schildpadden hebben hier weinig last van, alleen bij zieke of verzwakte exemplaren kunnen parasieten gevaarlijk zijn. Berucht zijn parasieten op schildpadden die gevangen worden in het wild en verkocht worden als huisdier. Parasieten worden net als de drager in een kunstmatige omgeving geplaatst en vinden er ideale omstandigheden. Ze worden er niet in hun groei en ontwikkeling geremd en kunnen met name bij exemplaren die door een slechte huisvesting verzwakt raken gaan woekeren en leiden tot een snelle dood van de schildpad. Ook de eigenaar is niet gevrijwaard van gevaarlijke parasieten, zie ook het kopje Schildpadden in gevangenschap.

#### Verdediging
Schildpadden hebben gedurende hun evolutie voornamelijk geïnvesteerd in de ontwikkeling van een goede verdediging, wat geresulteerd heeft in het relatief zeer sterk schild dat door maar weinig vijanden kan worden gekraakt. Waterschildpadden hebben een minder sterk gepantserd schild en zijn in de regel erg schuwe dieren. Ze leiden een verborgen levenswijze en laten zich weinig zien, een aantal soorten is nachtactief. Dagactieve soorten die veel zonnen doen dit altijd in de directe nabijheid van oppervlaktewater en duiken bij de minste of geringste verstoring in het water. De meeste soorten zwemmen naar de bodem en schuilen hier een tijdje om later voorzichtig de kop boven water te steken en de omgeving nauwkeurig verkennen voor het land weer wordt betreden.
Landschildpadden zijn vaak minder schuw, veel grotere soorten hebben geen natuurlijke vijanden meer vanwege hun omvang en gewicht. Kleinere landschildpadden hebben een zeer hard schild en kunnen zich vaak volledig terugtrekken zodat een vijand niet meer bij de schildpad kan komen. De kop wordt teruggetrokken en de voorpoten worden ter bescherming voor de kop gevouwen. De meest ontwikkelde vormen vinden we bij de klepschildpadden, de klapborstschildpadden en de doosschildpadden. Klepschildpadden (geslacht Kinixys) hebben een scharnierend carapax, de achterzijde van het rugschild kan omlaag worden geklapt. Zo worden de achterpoten en staart goed beschermd, het lijkt nog het meest op het vizier van een helm dat omlaag kan worden geklapt. Klapborstschildpadden (families Pelomedusidae en Podocnemididae) hebben een scharnierend buikpantser dat aan de voorzijde omhoog geklapt kan worden, wat dient om bij gevaar de kop en voorpoten te beschermen.
Doosschildpadden gaan nog verder; bij deze soorten is het buikpantser aan beide kanten scharnierend: zowel aan de voor- als achterzijde. Het buikpantser wordt aan beide kanten omhoog geklapt, waardoor zowel de achterpoten en staart als de voorpoten en kop volledig in het schild worden opgeborgen en aan het oog worden onttrokken. Er zijn twee geslachten van doosschildpadden, Terrapene en Cuora, die tot verschillende families behoren waardoor er waarschijnlijk sprake is van convergente evolutie.
De spleetschildpad (Malacochersus tornieri) heeft als een van de weinige soorten een heel plat schild en wordt daardoor ook wel pannenkoekschildpad genoemd. Deze soort kan zich met zijn schild verankeren in een rotsspleet zodat het dier onbereikbaar is voor vijanden.
Schildpadden laten een waterige vloeistof lopen als ze worden opgepakt om de belager af te schrikken. Deze vloeistof bestaat niet uit ontlasting of urine zoals vaak gedacht wordt, maar is afkomstig uit de anaalblazen.
Daarnaast hebben veel schildpadden geurklieren die een verschrikkelijk stinkende stof afscheiden om belagers op afstand te houden. Deze muskus-achtige geur wordt overigens ook gebruikt om een partner op te sporen in de voortplantingstijd. Het bekendste voorbeeld hiervan zijn de soorten uit het geslacht Sternotherus, die hier hun naam aan te danken hebben en bekendstaan als de muskusschildpadden. Bij sommige soorten zijn de geurklieren in het ei al actief.
Naast scharnierende kleppen en smerige geuren hebben schildpadden een scherpe bek (schildpadden hebben geen tanden) en sterke kaakspieren waarmee een beet kan worden uitgedeeld die men nog lang zal heugen. De beet van de kleinste soorten kan bij de mens al bloederige verwondingen veroorzaken. Schildpadden steken hun nek tijdens de bijtreflex zo ver mogelijk uit, ze kunnen zo een vijand onverwachts bijten omdat het bereik groter is dan door de belager wordt ingeschat.
Grotere soorten kunnen een flinke hap uit het weefsel nemen waardoor aderen en slagaderen kunnen worden geraakt wat tot gevaarlijk bloedverlies kan leiden. Heel grote soorten, zoals zeeschildpadden, kunnen met hun beet een vinger afbijten. Een beruchte soort is de bijtschildpad (Chelydra serpentina), die door de buitenproportioneel grote kop en zeer krachtige kaken met gemak een vinger of zelfs een hand kan afbijten. Ook de warana (Lepidochelys olivacea) heeft een zeer beruchte beet en werd om deze reden door de bioloog Deraniyagala hondschildpad genoemd.

## Schildpadden en de mens

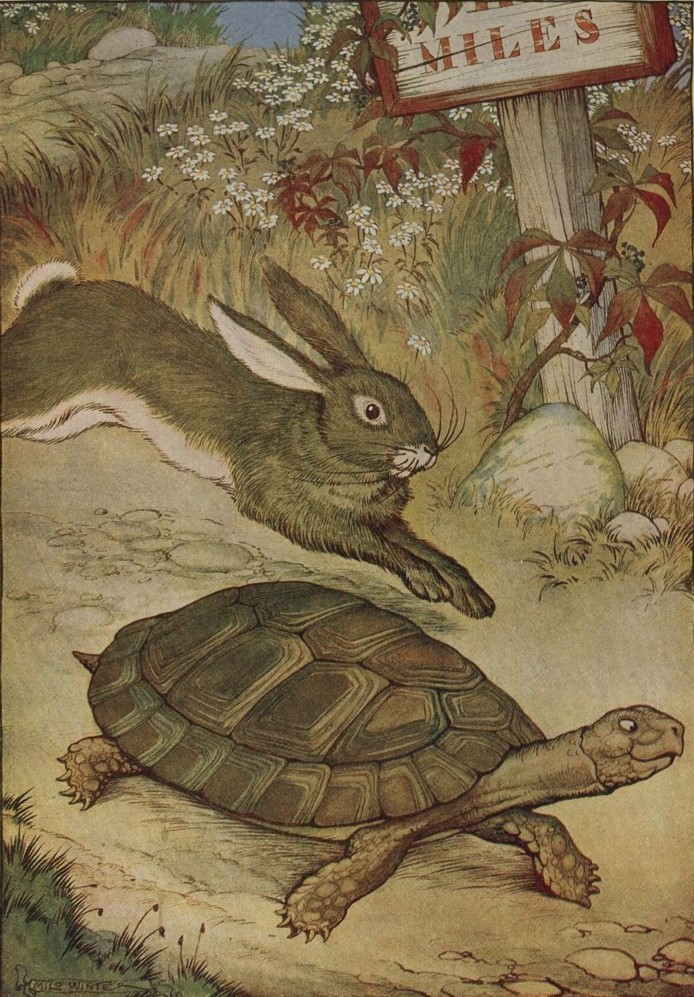
De haas en de schildpad is een bekende fabel van Aesopus.

Schildpadden worden over het algemeen als vredelievend en aandoenlijk beschouwd terwijl de meeste mensen bang zijn voor andere reptielen als hagedissen en slangen. Schildpadden zijn in de regel niet agressief en trekken zich bij gevaar terug in het schild, er zijn echter bijtgrage uitzonderingen.
Schildpadden worden daarnaast gezien als sloom, zoals de schildpad uit het verhaal van de haas en de schildpad. In werkelijkheid kunnen veel soorten zich verbazingwekkend snel uit de voeten maken of zeer snel weg zwemmen, al houden ze dat niet lang vol.
Schildpadden spelen al sinds lange tijd een rol in het leven van de mens, zo wordt al sinds mensenheugenis op schildpadden gejaagd om het vlees te kunnen eten. In verschillende culturen spelen schildpadden een rol, zo wordt de Yangtze-weekschildpad (Rafetus swinhoei) in China gezien als de god Kim Qui. In het hindoeïsme verscheen Vishnu in de tweede avatara in de gedaante van de schildpad Koerma. In de boeken van Terry Pratchett rust de schijfwereld op het schild van een gigantische soepschildpad.
Uit vroeger tijden zijn vele gebruiksvoorwerpen bekend die werden gemaakt van de hoornschilden van schildpadden. Eenmaal gepolijst was de stof vanwege de bonte kleuren en het vaak gevlamde kleurpatroon van het schild erg populair, schildpadhoorn is daarom altijd erg kostbaar geweest. Voorbeelden zijn kammen, amuletten en sieraden, ook werden meubelstukken als schilderijlijsten en kabinetten ter decoratie beplakt met schildpadhoorn. Met name het schild van de karetschildpad (Eretmochelys imbricata) en de onechte karetschildpad (Caretta caretta) zijn populair. Sinds de jaren 60 is de vervaardiging van schildpadproducten verboden.

### Schildpadden in de moderne cultuur
Schildpadden spelen een rol in diverse (teken)films en verhalen. Enkele bekende fictieve schildpadden zijn:
- Teenage Mutant Ninja Turtles, vier gemuteerde schildpadden die strijden tegen onrecht en dol zijn op pizza.
- Franklin, de hoofdfiguur uit de van origine Canadese tekenfilmserie.
- Toon Schildpad, een personage van Disney, bevriend met Broer Konijn.
- Stoffel 'Ik voel me appullug' de Schildpad uit De Fabeltjeskrant, die regelmatig last van kwaaltjes heeft.

### Bekende schildpadden
Een meer bekende schildpad was de galapagosreuzenschildpad "Lonesome George" (eenzame George), omdat deze de laatste van zijn soort was. Met zijn overlijden op 24 juni 2012 is de soort uitgestorven. Ook Harriet was tot haar dood in 2006 een bezienswaardigheid in de Australische dierentuin vanwege haar hoge leeftijd van ongeveer 175 jaar. Deze galapagosreuzenschildpad werd lange tijd beschouwd als een mannetje en droeg tot de ontdekking dat het een vrouwtje betrof de naam Harry. Een andere zeer oude schildpad was Tu'i Malila, een stralenschildpad die stierf in 1965 en toen 188 of 192 jaar oud was.
Schildpadden kunnen vanwege hun trage metabolisme erg zwaar, groot en vooral erg oud worden. Zeeschildpadden zijn recordhouders als het gaat om snelst zwemmende viervoeters, ze kunnen een snelheid bereiken van 35 kilometer per uur. Enkele bekende schildpaddenrecords zijn:
- Oudste schildpad: De oudste schildpad waarvan de leeftijd is bevestigd is Tu'i Malila, die een leeftijd van ten minste 188 heeft bereikt.[22] Een ander zeer oud geworden exemplaar is Adwaitya, dit was een seychellenreuzenschildpad die een leeftijd van 255 jaar zou hebben bereikt.[23] Hier is echter geen hard bewijs voor.
- Grootste schildpad: de lederschildpad kan meer dan 1,5 meter lang worden en is de grootste soort. Het record is een exemplaar van 2,74 meter.
- Zwaarste schildpad: de lederschildpad is tevens de zwaarste soort, gemiddeld wordt deze schildpad 450 kilo, het zwaarste exemplaar woog 863 kilo.
- Grootste schildpad in Nederland: het Nederlands record staat op 2,44 meter totale lengte (schild 1,58 meter).[24] Ook dit was een lederschildpad die aanspoelde op Ameland.
- Kleinste schildpad: de platte schildpadden uit het geslacht Homopus blijven het kleinst van alle landschildpadden, de allerkleinste is de gezaagde platte schildpad met een gemiddelde schildlengte van 9,6 centimeter.[25]
- Kleinste zeeschildpad: dit is Kemps zeeschildpad (Lepidochelys kempii), die ongeveer 65 centimeter lang wordt. Het is tevens de zeldzaamste zeeschildpad.[26]
- Zeldzaamste schildpad: de onechte spitskopschildpad heeft een zeer klein verspreidingsgebied , er zijn nog slechts 100-200 exemplaren in het wild waarvan de meeste nog niet volwassen zijn.[27]

## Bedreiging en bescherming
Er zijn tegenwoordig ongeveer 355 soorten schildpadden, met een groot aantal daarvan gaat het niet zo goed, voornamelijk door toedoen van de mens. Om de sterkst bedreigde soorten wat meer aandacht te geven, heeft de organisatie Turtle Conservation Fund (TCF) een lijst samengesteld van de 25 meest bedreigde soorten schildpadden.

### Bedreigingen door de mens

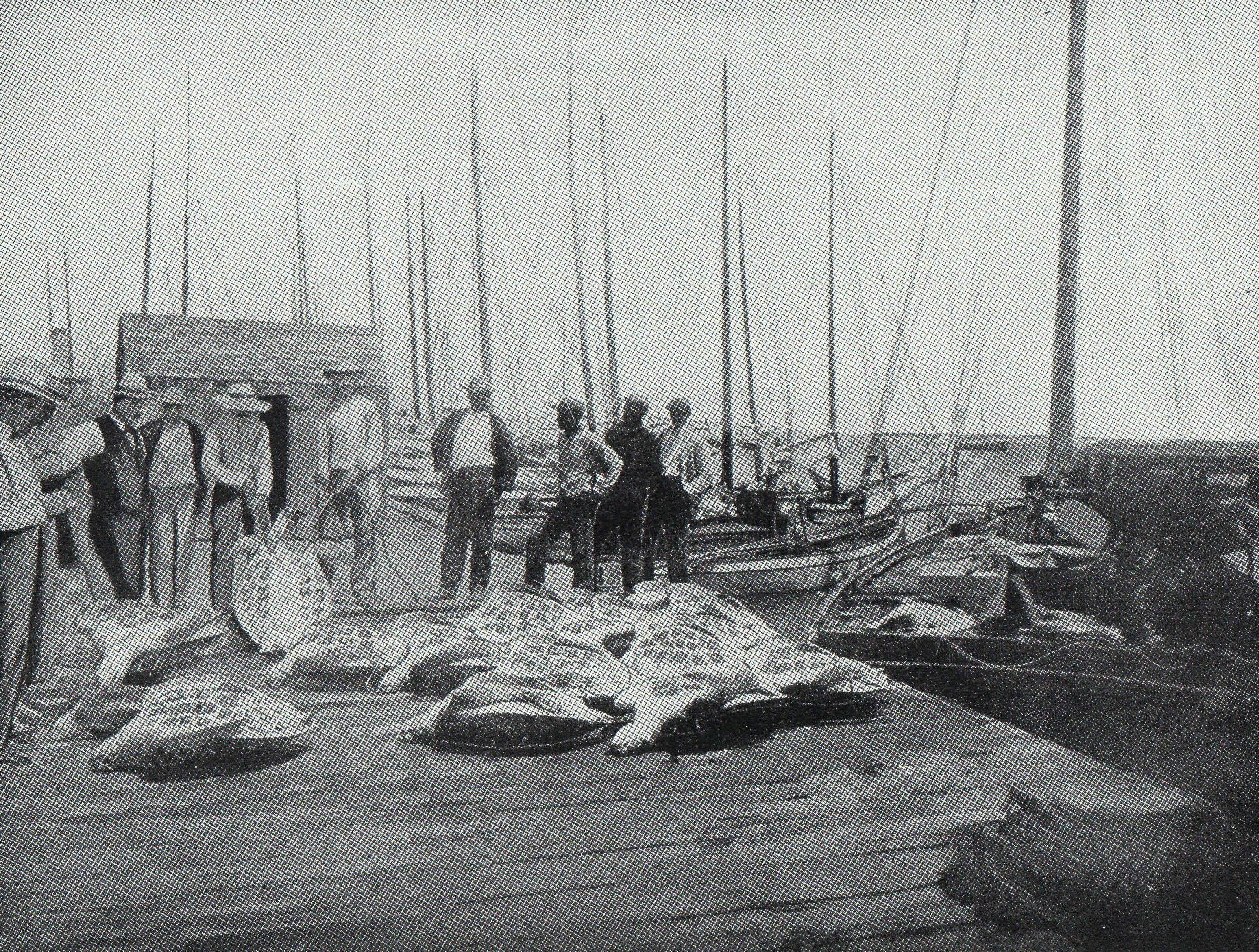
Vroeger werd op grote schaal jacht gemaakt op soepschildpadden.

Er zijn vele soorten die in aantal en verspreidingsgebied achteruitgaan door voornamelijk vernietiging van de habitat, vervuiling, verdroging en met name het vangen van exemplaren in het wild voor de handel in exotische dieren of voor verwerking tot voedsel of goederen als souvenirs en sieraden. Het bewerkte schild van schildpadden wordt wel schildpad of karet genoemd.
De handel in exotische dieren heeft een veel grotere impact op schildpadden dan vele andere dieren. Dit komt doordat schildpadden er relatief zeer lang over doen om volwassen te worden. In de natuur wordt dit gecompenseerd doordat de eenmaal volwassen exemplaren ook relatief zeer oud kunnen worden en zich hun hele leven kunnen voortplanten. Hierdoor zijn schildpadden kwetsbaar omdat de populaties zich niet goed kunnen herstellen als veel volwassen exemplaren verdwijnen. De populatie wordt onvoldoende aangevuld met juveniele dieren waardoor deze kleiner wordt of zelfs geheel verdwijnt.
Veel Chinese soorten zijn heel zeldzaam geworden. Dit wordt veroorzaakt door grootschalige illegale vangst voor de handel in exotische dieren. Als een schildpad zeldzamer wordt ontstaat een soort vicieuze cirkel, omdat de soort meer geld waard is. Door de prijs en de opkomende economie van veel Aziatische landen zijn schildpadden een luxe artikel geworden en worden in toenemende mate gegeten als delicatesse in plaats van uit voedselgebrek (bushmeat). Enkele tientallen soorten zijn hierdoor op de rand van uitsterven gebracht. Van de 25 meest bedreigde soorten ter wereld leven er twaalf in Azië. Deze problematiek wordt ook wel de Asian Turtle Crisis (Aziatische schildpaddencrisis) genoemd. Het grootste probleem is dat wanneer de import van een schildpadsoort verboden wordt, deze soort enorm in prijs omhoog schiet en bovendien andere soorten er de dupe van worden omdat deze nu als alternatief worden gezien. Het feit dat de driestreep-water-doosschildpad nu in de problemen zit, is waarschijnlijk het gevolg van het langzaam verdwijnen van een andere soort, de Ambonese doosschildpad (Cuora amboinensis).

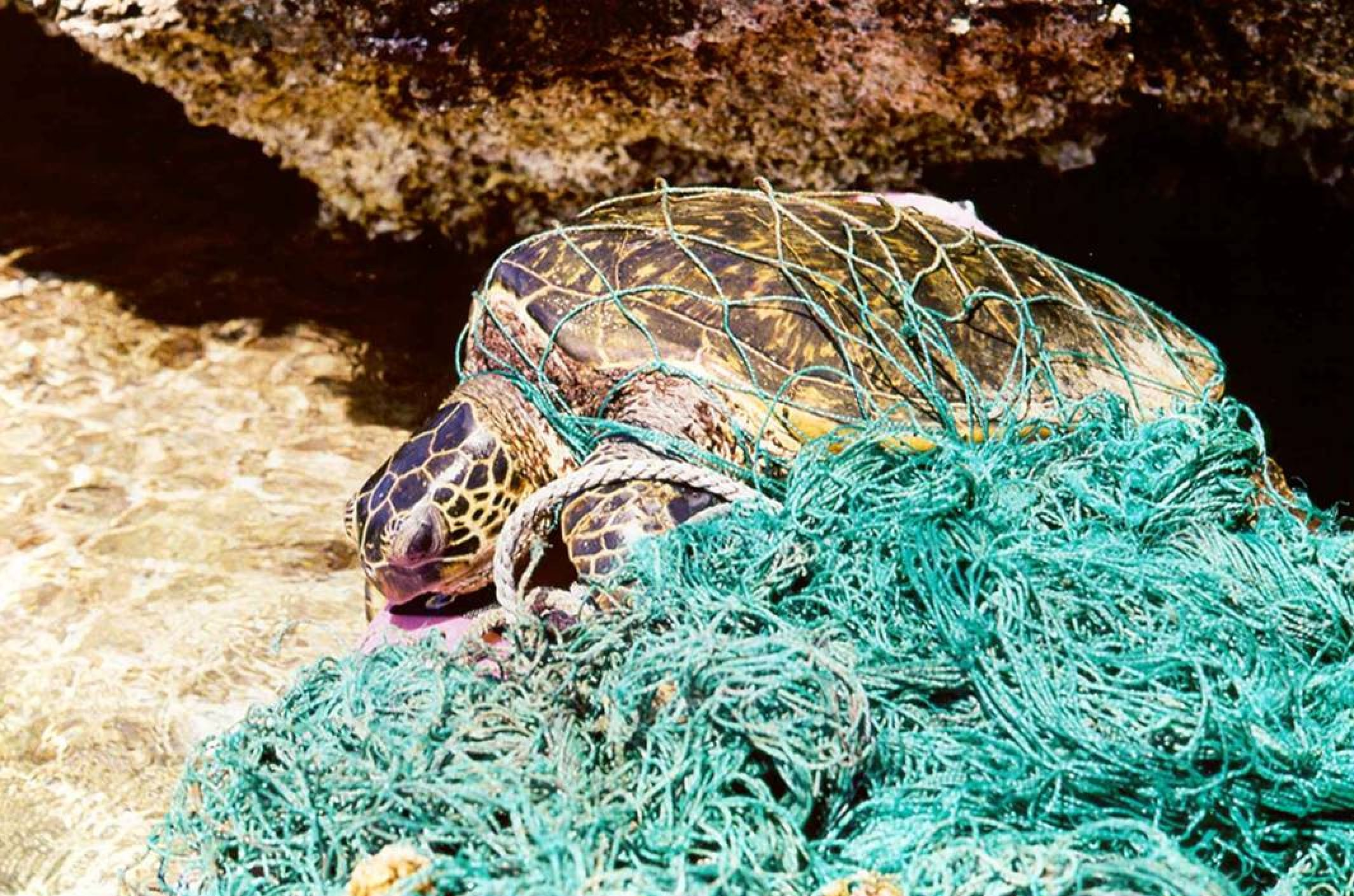
Een zeeschildpad is verstrikt geraakt in een net.

Een ander nadeel van schildpadden in de dierenhandel is het dumpen of ontsnappen van exemplaren in de natuur, waardoor de dieren als exoot de lokale soorten kunnen beconcurreren. In gematigde landen zoals Nederland, waar van nature geen schildpadden voorkomen, kunnen schildpadden zich wel in leven houden maar ze kunnen zich niet voortplanten. In warmere landen echter ontwikkelen deze soorten zich in het ergste geval tot een invasieve soort, die de plaats inneemt andere soorten. Een voorbeeld is de aanwezigheid van de roodwangschildpad in Australië, die een grote bedreiging vormt voor de inheemse soorten. Naast de beruchte reuzenpad en de karper is de schildpad een van de schadelijkste invasieve soorten van Australië.
Sommige schildpadden worden gekweekt in schildpaddenfarms, net als veel krokodilachtigen maar deze laatste worden gekweekt om de huid en het vlees, de schildpadden met name voor de handel. Het kweken van schildpadden in gevangenschap dient twee doelen; zowel commerciële als ecologische. In de natuur is de sterfte zeer hoog onder de juvenielen, net als bij krokodilachtigen, maar in een kwekerij zijn er nauwelijks verliezen waardoor een relatief klein aantal hoeft te worden uitgezet om de populaties aan te vullen. Zo blijft een relatief groot aantal beschikbaar voor de dierenhandel. Bij de schildpadden wordt het kweken in farms overigens op een beperkte schaal toegepast in vergelijking met krokodilachtigen.
Door al deze bedreigingen zijn de schildpadden een van de sterkst bedreigde diergroepen ter wereld. Sommige soorten, zoals de soepschildpad, worden door natuurbeschermingsorganisaties zelfs gebruikt als icoon voor met uitsterving bedreigde diersoorten.
Naast directe bedreigingen als landschapsverandering of het doden van de reptielen is ook de introductie van gedomesticeerde dieren soms schadelijk voor schildpadden. Verschillende soorten reuzenschildpadden van de Galapagoseilanden zijn sterk in aantal achteruitgegaan omdat grazende dieren als geiten de vegetatie opaten waardoor er voor de schildpadden te weinig voedsel overbleef.

### Consumptie
Veel soorten schildpadden worden zelfs met uitsterven bedreigd vanwege hun smakelijke vlees, het bekendste voorbeeld is de soepschildpad. Schildpadden worden in Europa niet met voedsel geassocieerd maar in andere culturen is schildpaddenvlees een belangrijk onderdeel van de traditionele keuken. Uit vondsten in de Olduvaikloof is bekend dat schildpadden al 2 miljoen jaar geleden werden gegeten. Het vlees van schildpadden wordt gezien als lekkernij, het wordt onder andere verwerkt in schildpadsoep. De soepschildpad heeft aan het smakelijke vlees zijn naam te danken. In tegenstelling tot andere zeeschildpadden leven volwassen exemplaren uitsluitend van zeegras, waardoor het vlees veel minder tranig smaakt. Een andere soort die bekendstaat om het smakelijke vlees is de bijtschildpad uit Noord-Amerika, deze soort werd al door de indianen gegeten en ook de Amerikaanse kolonisten aten graag schildpaddenvlees.
Met name in Azië kent men vele traditionele gerechten waarin schildpadden zijn verwerkt. Een voorbeeld is "Turtle Bacon Belly" uit China, waarin schildpaddenvlees wordt gemengd met andere soorten vlees (runderen, varkens) en vis. Zelfs het bloed van schildpadden wordt in Azië geconsumeerd. In sommige streken worden de eieren van schildpadden gezien als een delicatesse en worden ze geraapt voor consumptie. De eitjes van schildpadden zijn wel eetbaar, maar worden van binnen niet hard na het koken, zoals bij een kippenei. Dit komt doordat er andere eiwitten in het ei zitten dan bij vogeleieren. Ook is de schaal van het ei minder hard dan de schaal van een vogelei.
Een belangrijke afzettingsmarkt van in het wild gevangen schildpadden is de traditionele Chinese keuken en het rotsvaste geloof in alternatieve medicijnen. Aan schildpadden zoals de driestreepdoosschildpad (Cuora trifasciata) wordt door de Chinezen een heilzame werking toebedeeld, het eten van het vlees zou zelfs effectief zijn tegen kanker en aan veel producten wordt een potentieverhogende werking toebedeeld. Verschillende delen van de schildpad worden gebruikt als traditioneel medicijn, zoals het vlees, het bloed of de gal. Ook worden onder andere de kop, het schild, de botten, het vlees, de eieren en sommige ingewanden beschouwd als werkzaam. Het nuttigen van het schild zou onder andere de 'lever kalmeren' en hoesten, nachtelijk zweten, nieraandoeningen en het uitblijven van de menstruatie genezen. De galblaas helpt volgens de Chinezen tegen overgevoeligheid, schildpadeieren zijn goed tegen diarree en dysenterie. Het schild of de hoornschilden worden gedecoreerd en als amulet gebruikt. In het oude China werden schildpadden beschouwd als een van de 5 heilige dieren en speelden een rol als orakel.
Uit onderzoek is nooit gebleken dat deze veronderstellingen juist zijn. Desondanks worden er vanuit de hele wereld schildpadden van uiteenlopende soorten in grote hoeveelheden gevangen en verscheept naar de Aziatische voedselmarkten om aan de snel stijgende vraag te voldoen.
Ook worden zeeschildpadeieren geconsumeerd, waardoor er bedreiging voor uitsterving is.

### Beschermingsmaatregelen
Wetenschappers vermoeden dat een groot deel van de schildpadden binnen enkele decennia verdwenen zal zijn als gevolg van menselijk handelen. Om dit te voorkomen worden schildpadden, met name de sterk bedreigde soorten, beschermd op zowel lokaal als internationaal niveau. De bescherming van de schildpadden bestaat uit het verbieden van de vangst en de handel van bedreigde soorten. Een aantal neststranden van in zee levende schildpadden worden bewaakt. Van sterk bedreigde soorten worden de eieren geraapt en in een broedmachine opgekweekt. De sterkst bedreigde soorten zijn alleen nog in dierentuinen te bezichtigen, omdat de natuurlijke populatie verdwenen is of slechts uit enkele individuen bestaat.
Vele landen hebben wetgeving ontwikkeld die het in gevangenschap mogen houden van soorten en de handel in schildpadden reguleert. De Convention on International Trade in Endangered Species of Wild Fauna and Flora (CITES) is het belangrijkste internationale verdrag dat de schildpadden wereldwijd beschermd. Daarnaast worden andere maatregelen genomen die de schildpadden beschermen, zoals het plaatsen van waarschuwingsborden voor het verkeer. De netten van visserijschepen op zee, waar vaak in zee levende schildpadden als bijvangst in terechtkomen, worden aangepast om de dieren te ontzien. Dit worden turtle excluder devices genoemd, afgekort TED's, wat vrij vertaald kan worden als schildpad-werende vangstmethoden. Dit is enigszins vergelijkbaar met andere beschermde zeedieren zoals dolfijnen, waarvoor eveneens meer diervriendelijke vangstmethoden zijn ontwikkeld die bijvangst moeten voorkomen.
Met name de familie van zeeschildpadden (Cheloniidae) zijn bij het grote publiek bekend als bedreigd, onder andere door intensieve campagnes van natuurorganisaties, van de zes soorten zijn er 5 bedreigd. In vergelijking met andere schildpadden valt het met de zeeschildpadden echter nog wel mee; van de 25 sterkst bedreigde soorten schildpadden behoort er niet één tot deze groep. Een van de soorten die op de rand van uitsterven staan en in het wild al niet meer voorkomt, is de Yangtze-weekschildpad (Rafetus swinhoei). Van deze soort worden er nog zes individuen in gevangenschap gehouden, het recentste in het wild gevangen exemplaar werd in 1972 opgevist.
Naast grootschalige, vaak door de overheid gesteunde projecten zijn er tevens veel particuliere initiatieven om schildpadden te beschermen, zo doneerden in 2004 de leden van de Nederlands-Belgische schildpaddenvereniging (NSV) 2450 euro aan het Het Cuc Phuong Turtle Conservation Centre in Vietnam. Hier worden de eieren uitgebroed van onder andere de Annam-waterschildpad (Mauremys annamensis), de Aziatische doornschildpad (Cuora mouhotii), de reuzenaardschildpad (Heosemys grandis), de achterindische doosschildpad (Cuora galbinifrons) en de geelkoplandschildpad (Indotestudo elongata).

## Schildpadden in gevangenschap
Schildpadden worden veel in dierentuinen, parken en als huisdier gehouden, sommige soorten zijn erg populair. De verzorging wordt door particulieren echter vaak onderschat, waardoor de dieren wegkwijnen en sterven. Het voedsel is niet altijd goedkoop; met name juveniele exemplaren hebben veel voedsel en vitaminen nodig. Krijgen ze deze onvoldoende binnen dan veroorzaakt dit blindheid (vitamine A-gebrek) of wordt het schild niet goed ontwikkeld wat al snel fataal is (calciumtekort). Bovendien zijn dieren die in het wild zijn gevangen vaak al verzwakt door het transport en de stress en zijn niet zelden besmet met parasieten die zich in een kunstmatige leefomgeving explosief kunnen vermenigvuldigen. Niet alleen voor de schildpad is dit gevaarlijk, maar ook voor de eigenaar. Een beruchte parasiet is Salmonella, die gevaarlijk kan zijn voor mensen met een verzwakt immuunsysteem, kinderen en zwangere vrouwen.
Net als alle reptielen zijn schildpadden koudbloedig. Ze zijn erop ingesteld om zo min mogelijk te bewegen, waardoor ze in gevangenschap al snel saai worden. Zeer jonge schildpadden zijn weliswaar actiever en zwemmen druk rond maar dit gedrag verdwijnt al snel. Ook is de particuliere koper er zich vaak niet van bewust dat schildpadden gemakkelijk 20 jaar oud kunnen worden, landschildpadden zelfs een veelvoud hiervan. Op onderstaande afbeelding van de Moorse beekschildpad is te zien dat er tussen de lengte van een juveniel exemplaar en die van volwassen exemplaar een groot verschil is, hoewel dit afhankelijk is van de soort.
De meeste in de handel aangeboden dieren zijn in het wild gevangen exemplaren, ook wel wildvang genoemd. Vrijwel alle soorten schildpadden zijn niet meer algemeen en veel soorten worden zelfs in hun voortbestaan bedreigd. De aanschaf van een in het wild gevangen dier heeft een directe negatieve invloed op de natuurlijke populatie. Dieren die in gevangenschap geboren zijn worden nakweek genoemd en zijn vaak wat beter gewend aan mensen, vrij van parasieten en de aanschaf van nakweek schaadt de natuurlijke populaties niet.
De handel in exotische dieren wordt samen met de Aziatische schildpaddencrisis en de wereldwijde habitatvernietiging beschouwd als de grootste bedreiging voor de schildpadden. Aan de andere kant worden er steeds meer schildpadden in gevangenschap op een professionele manier gehouden en succesvol gekweekt. Inmiddels blijkt dat deze sector een grote bijdrage levert aan het behoud van diersoorten en er een ex-situ populatie ontstaat die kan dienen als back-up voor bedreigde wildpopulaties. Door het bijhouden van stamboeken wordt de genetische variatie in stand gehouden. De handel in schildpadden wordt internationaal geregeld door afspraken, die zijn vastgelegd in de CITES (Convention on International Trade in Endangered Species of Wild Flora and Fauna). Wat betreft de manier waarop schildpadden in dierentuinen en parken worden gehouden zijn ze onder te verdelen in drie groepen.

### Moerasbewoners

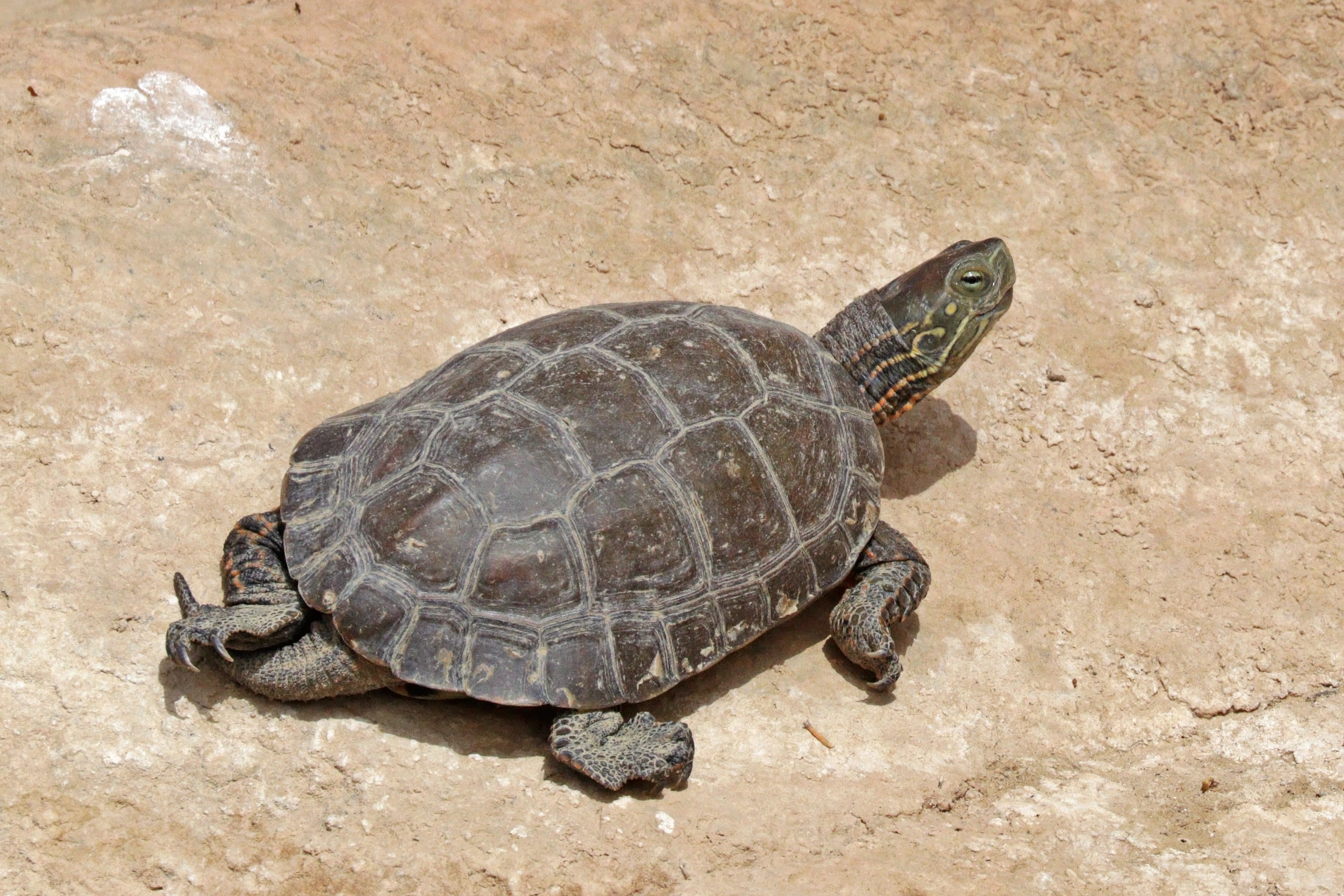
Moorse beekschildpad.

Families Geoemydidae, Emydidae, Chelydridae, Kinosternidae
Dit is veruit de populairste en bekendste groep, waartoe de meeste aangeboden soorten behoren. Moerasschildpadden leven in het water, maar komen er vaak uit om te zonnen waardoor ze in vergelijking met andere soorten redelijk actief zijn. Moerasschildpadden worden over het algemeen niet zo groot, maar er zijn uitzonderingen. Hierdoor wordt de behuizing van de schildpad vaak veel te klein ingeschat. De dieren kunnen, zelfs als ze nog heel klein zijn, het best in een groot aqua-terrarium worden gehuisvest. Het is waar dat de meeste soorten klein blijven in een te kleine behuizing, maar dit is niet goed voor de schildpad. Als ze groter worden (tot ongeveer 20-30 centimeter) moet een andere behuizing worden gezocht. Het aqua-terrarium moet een landgedeelte hebben dat beschenen wordt door een lamp om te kunnen zonnen, sommige soorten zonnen trouwens niet. Schildpadden zijn gevoelig voor tocht en kunnen daar ziek van worden, moerasschildpadden zijn hier extra gevoelig voor omdat ze zowel in water als op het land leven. Ook is het zeer regelmatig verversen van het water heel belangrijk, omdat de dieren vleeseters zijn en hun behoefte in het water doen wordt dit snel vuil en gaat stinken. Vervuild water zorgt voor infecties aan onder andere de ogen, de luchtwegen en het schild. Ook hier geldt dat een slechte verzorging niet alleen gevaarlijk is voor de schildpad, maar ook voor de verzorger.
Bekende soorten: Geelwangschildpad - Onechte landkaartschildpad - Geelbuikschildpad - Roodbuiksierschildpad - Roodwangschildpad (bedreigd) - Landkaartschildpad - Moorse beekschildpad - Muskusschildpad (nachtactief) - Bijtschildpad (gevaarlijk) - Diamantrugschildpad - Floridasierschildpad - Indische dakschildpad - Chinese driekielschildpad - Kaspische beekschildpad - Japanse waterschildpad.

### Landbewoners
Familie Testudinidae

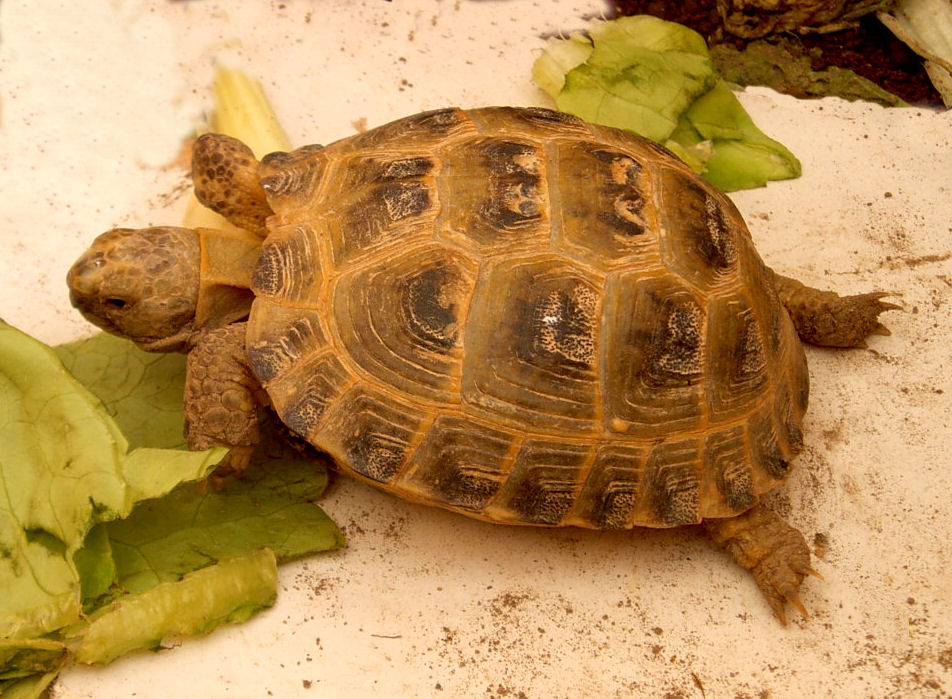
Vierteenlandschildpad aan de maaltijd.

Landschildpadden kunnen in een ruim, afgesloten terrarium worden gehouden, maar worden doorgaans in een grote glazen bak op de vloer gehuisvest, die aan de bovenkant open is. Landschildpadden hebben een grote behoefte aan warmte maar deze wordt in een gesloten bak moeilijk afgevoerd. De bak wordt zo geplaatst dat tocht geen enkele kans krijgt. Landschildpadden kunnen ook in een buitenterrarium worden gehuisvest maar dit kan enkele gevaren met zich meebrengen. Voorbeelden zijn loslopende honden en katten en diefstal. Landschildpadden zijn zeer prijzig; juvenielen van de betaalbare soorten kosten al honderden euro's per stuk. Boven het verblijf worden lampen geïnstalleerd voor de benodigde warmte, vrijwel alle landschildpadden leven in warme tot woestijnachtige gebieden. Landschildpadden hebben als voordeel dat ze meestal slecht tegen vocht kunnen en in een droge omgeving leven waardoor het verblijf gemakkelijk schoon te houden is. Ook zijn het vrijwel allemaal planteneters die leven van grassen en bladeren, ander voedsel als fruit en vlees wordt ook aangenomen maar zijn niet goed voor de schildpad. 
Bekende soorten: Kolenbranderschildpad - Panterschildpad - Gespoorde platte schildpad - Geelkoplandschildpad - Stekelrandklepschildpad - Spleetschildpad - Egyptische landschildpad - Vierteenlandschildpad - Griekse landschildpad - Moorse landschildpad - Klokschildpad - Braziliaanse reuzenschildpad.

### Waterbewoners

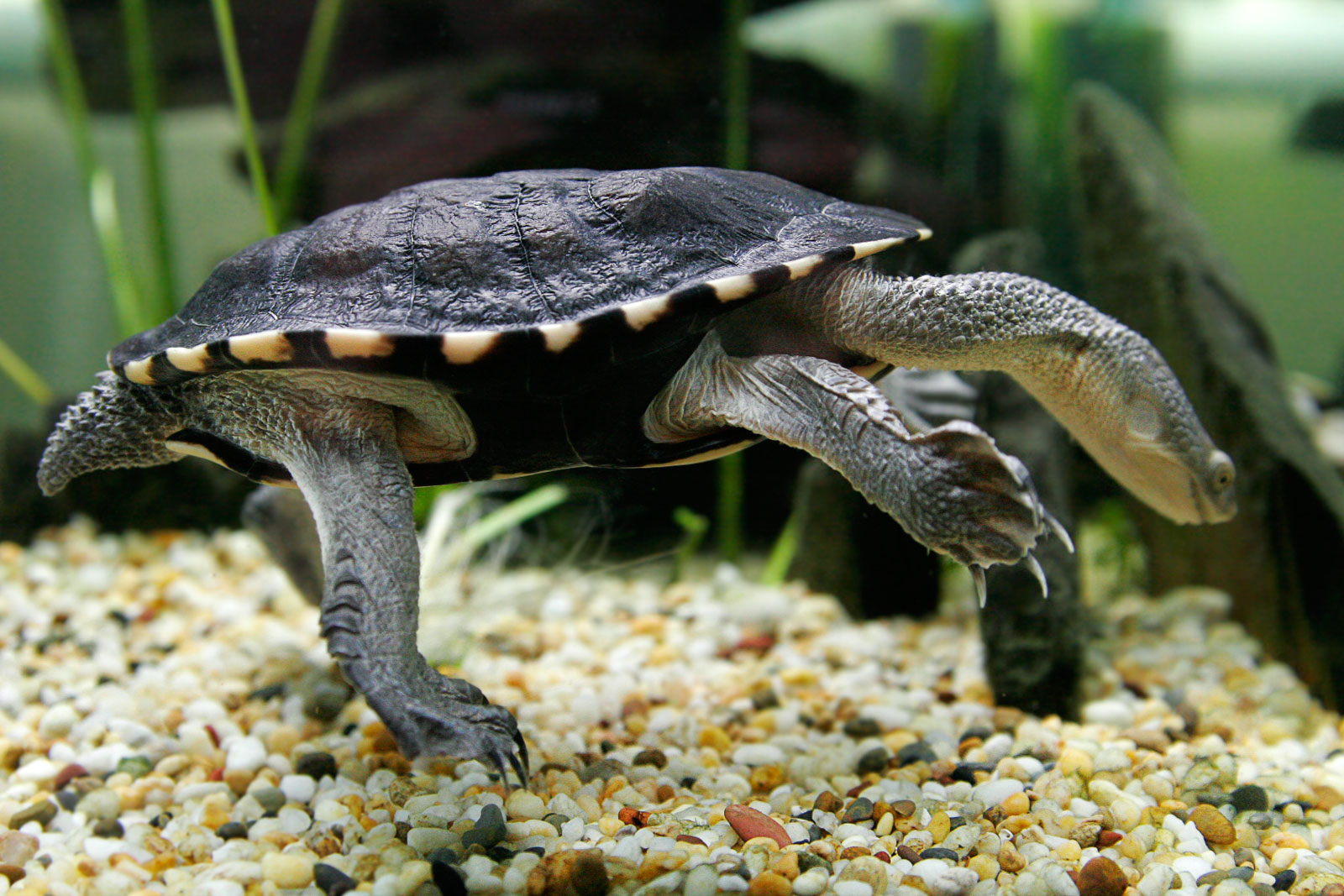
De langnekslangenhalsschildpad in een aquarium.

Families Chelidae, Pelomedusidae, Podocnemididae, Trionychidae
Een aantal schildpadden is zo sterk op het water aangepast dat ze er nooit uitkomen, ook niet om te zonnen. Deze soorten hebben vaak een gespecialiseerde levenswijze en kunnen beter niet door een beginner worden aangeschaft. Typische waterbewoners zijn de weekschildpadden, die zich vanwege het weke schild en korte pootjes behalve voor de afzet van de eitjes nooit op het land begeven. Sommige halswenders of Pleurodira, de groep van schildpadden met een zeer lange nek, komen niet vaak uit het water, zoals de slangenhalsschildpadden. Vrijwel alle waterschildpadden kunnen of moeten in dieper water worden gehouden in een groot aquarium. Aan de waterkwaliteit worden strenge eisen gesteld, die afhankelijk zijn van de soort. Sommige soorten leven in koeler of stilstaand water, andere in juist warmer of stromend water. Met name sterk afwijkende temperatuurverschillen leiden al snel tot ziektes. Veel soorten zijn nachtactief en rusten overdag. Het verversen en schoon houden van het water is zeer belangrijk.
Bekende soorten: Roodbuikspitskopschildpad - Braziliaanse slangenhalsschildpad - Langnekslangenhalsschildpad - Doornrandweekschildpad - Argentijnse slangenhalsschildpad - Matamata.

## Evolutie

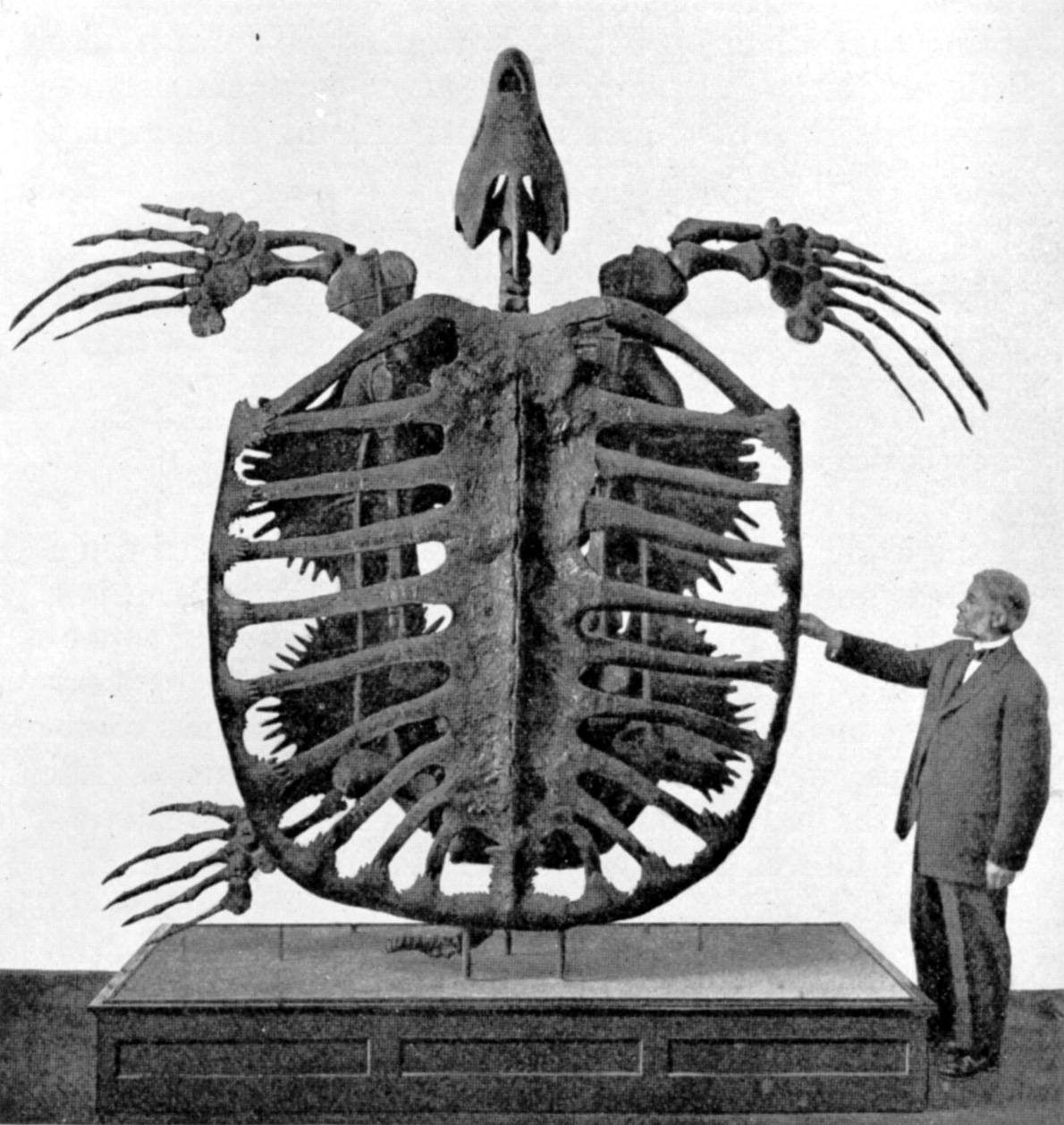
Het skelet van Archelon, een tot vier meter lange in zee levende schildpad uit het Krijt

Schildpadden zijn meer dan 200 miljoen jaar geleden ontstaan, maar wanneer precies is niet geheel duidelijk. Ze hebben zich wellicht al in het vroeg-Trias afgesplitst en kwamen al voor toen er nog geen dinosauriërs rondliepen. Omdat de gezamenlijke voorouder van de moderne groepen al 210 miljoen jaar geleden leefde, zijn de eerste schildpadden waarschijnlijk nog ouder. Als Eunotosaurus een schildpad is, zou de groep zelfs zo oud zijn als het middelste Perm, zo'n 260 miljoen jaar.
De voorvaderen van de schildpadden leken op hagedissen. Tijdens de evolutie van de schildpadden ontwikkelde zich een stevig schild en werden hun kaken tandeloos. De eerste schildpadden leefden wellicht in zee en hadden tanden maar nog geen dubbel rugschild. Daarna moeten de landschildpadden het water weer verlaten hebben. Ze ontwikkelden zich tot grote en logge reptielen met een grote schedel en een bepantserde rug. Ze zagen er vervaarlijk uit, maar leefden waarschijnlijk vegetarisch en waren slome grazers. Volgens een andere hypothese hebben schildpadden zich van begin af aan op het land ontwikkeld en wijzen de kenmerken van Eunotosaurus erop dat het schild een aanpassing was aan een gravende levenswijze waarbij de verbrede ribben in staat stelden meer kracht te zetten met de voorpoten.
Schildpadden behoren net als alle landbewonende viervoeters tot de Amniota en werden op basis van hun schedelkenmerken lange tijd ingedeeld bij de Anapsida. Dit is een oude groep van reptielen die haar naam te danken heeft aan het ontbreken van vensters in het slaapbeen (an- apsida betekent geen-opening). In deze indeling zijn de schildpadden de enige moderne groep van de Anapsida, alle andere anapsiden zijn al sinds het Perm uitgestorven. Alle overige reptielen hebben openingen in de schedel achter het oog zoals de Diapsida, waartoe ook de vogels worden gerekend, en de Synapsida, waartoe de zoogdieren behoren.
Fylogenetische studies wijzen echter niet op een afstamming vanuit de Anapsida. Volgens deze nieuwe inzichten behoren de schildpadden tot de Diapsida, ondanks het ontbreken van de openingen in de schedel. Soorten binnen de Diapsida waarvan de vensters gedurende de evolutie zijn dichtgegroeid komen wel meer voor.
De groep heeft zich wellicht al vroeg van de andere diapside reptielen afgesplitst, waardoor schildpadden niet direct verwant zouden zijn aan alle andere moderne groepen van reptielen. Dit zou dan ook ten dele de totaal andere bouw en levenswijze van de schildpadden verklaren. Het is echter ook mogelijk dat de schildpadden nauwer aan de hagedissen of juist aan de krokodillen en vogels (Archosauria) verwant zijn. De laatste onderzoeken zijn niet met elkaar in overeenstemming maar de meeste wijzen sterk in de richting van de mogelijkheid dat de schildpadden zelf tot de Archosauria behoren, of althans tot de wat ruimere Archosauromorpha. In 2015 werd een 240 miljoen jaar oude mogelijke schildpad beschreven, Pappochelys, waarvan de kenmerken erop wijzen dat hij tot Lepidosauromorpha behoort en dus nauwer verwant is aan de hagedissen.
Enkele bekendere uitgestorven soorten zijn Protostega van drie meter lang en Archelon die een lengte van vier meter kon bereiken. Beide soorten leefden in zee tijdens het Late Krijt. De vroegst bekende schildpad is Proganochelys, die echter al een op schildpadden gelijkende bouw had waardoor vermoed wordt dat deze soort al vrij ver ontwikkeld was. Proganochelys kon de kop niet in het schild terugtrekken, had een lange nek en een lange stekelige staart die eindigde in een verdikking die doet denken aan de ankylosauriërs.

Uitgestorven schildpadden
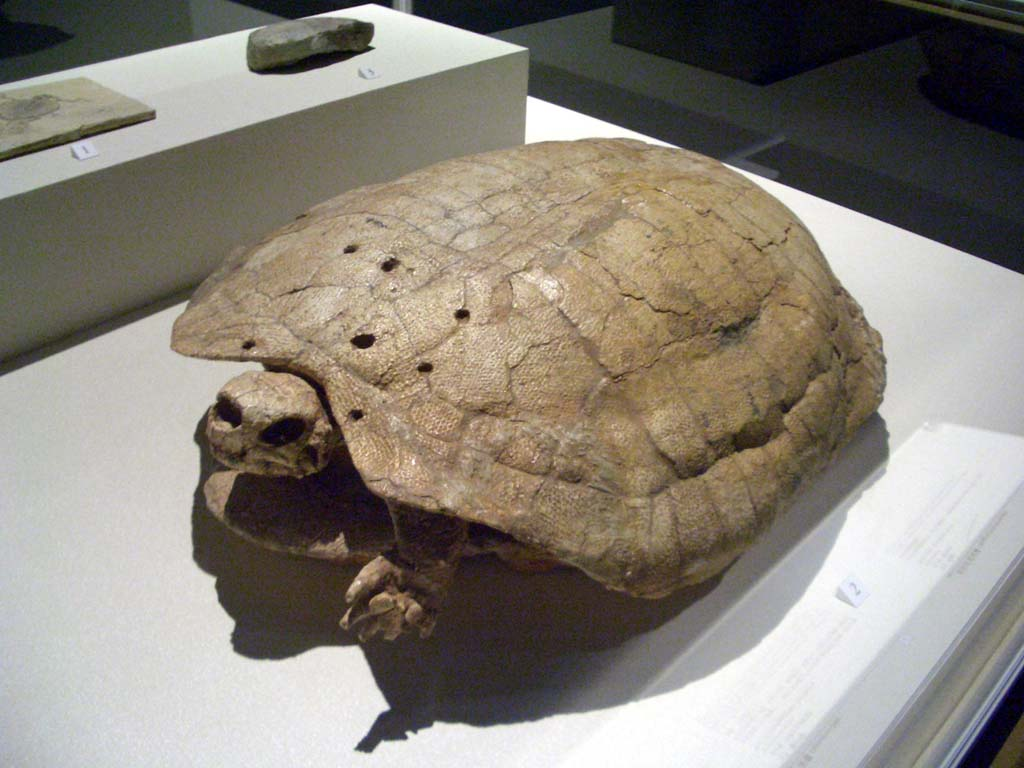
Een onbekende fossiele soort uit de familie lederschildpadden (een moderne soort: Lederschildpad)
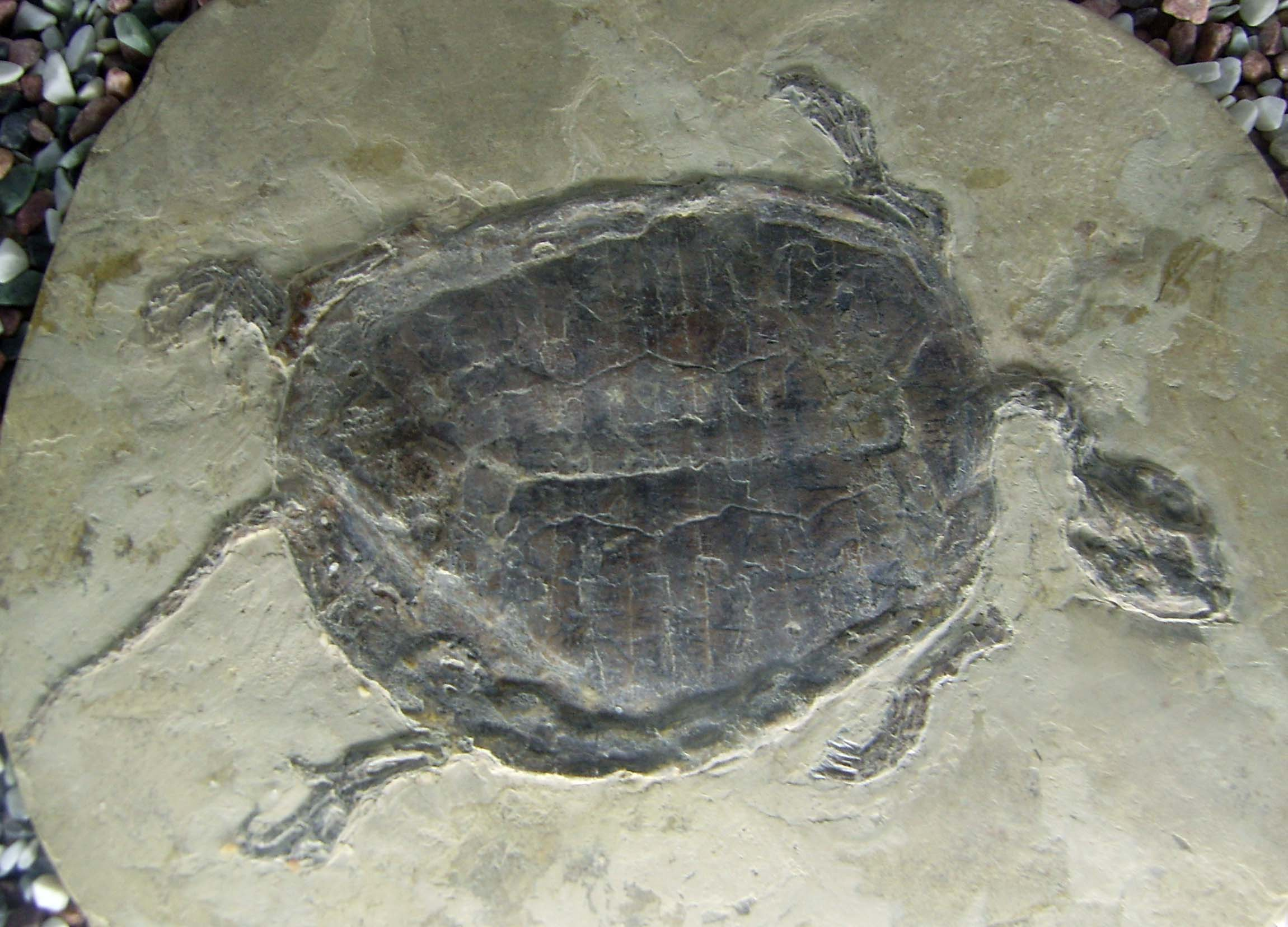
Manchurochelys liaehiensis behoort tot de Jehol-groep
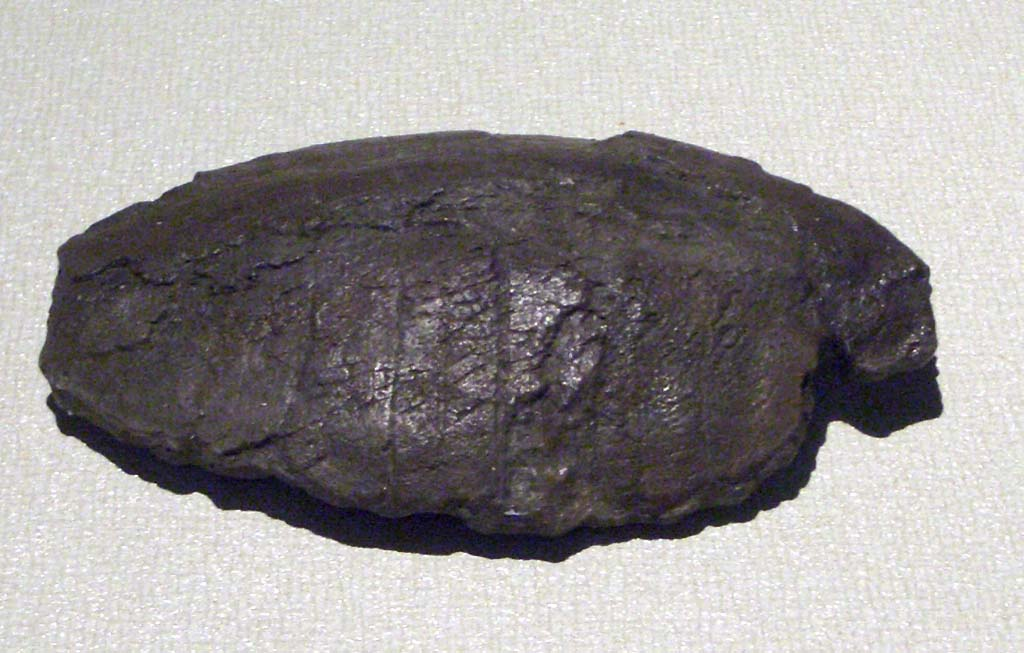
Sinaspideretes wimani, een fossiele soort uit de familie Carettochelyidae (een moderne soort: Nieuw-Guinese tweeklauwschildpad)
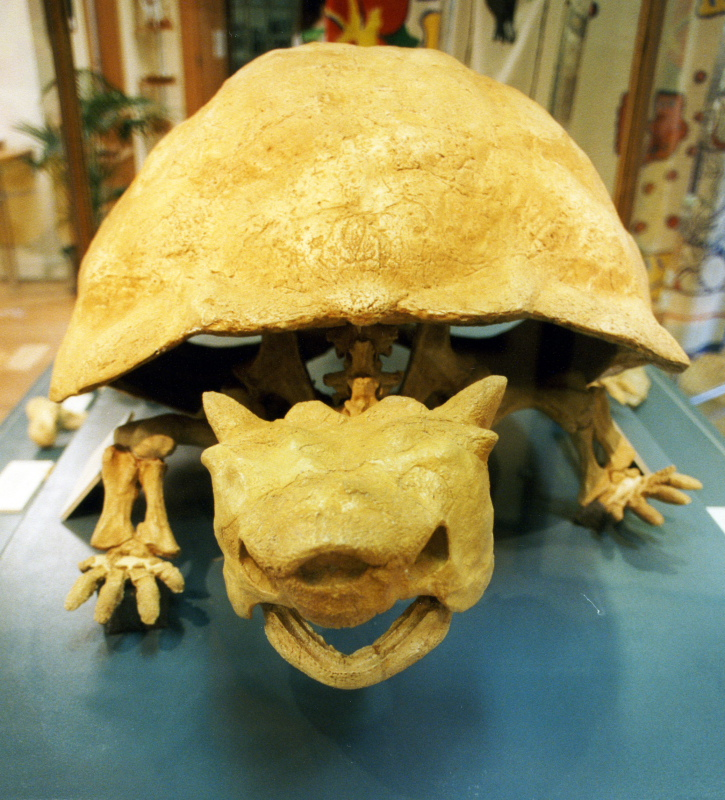
Meiolania platyceps uit de volledig uitgestorven familie Meiolaniidae

## Naamgeving en taxonomie
De wetenschappelijke naam Testudines is afkomstig uit het Latijn en is afgeleid van testudo wat schild betekent. Dit begrip wordt ook gebruikt voor de Romeinse legerformatie Testudo waarbij de legionairs zich zo opstelden dat ze tezamen één schild vormden.
De Nederlandse naam schild-pad is wat verwarrend, omdat padden tot de amfibieën behoren en niet verwant zijn aan schildpadden. Het Nederlandse woord schildpad is afgeleid van het laat-Middelnederlandse sciltpadde, en refereert aan de pad-achtige kop van de dieren en het duidelijke schild waarin het lichaam verborgen zit. In het Middelnederlands werd schildpadde de gebruikelijke spelling. In het Duits worden schildpadden schildkröten genoemd, kröte betekent pad.
Verschillende andere dieren en planten die op de een of andere manier aan schildpadden doen denken zijn naar schildpadden vernoemd. Voorbeelden zijn de schildpadtor (Cassina viridis), een kever die zijn poten en antennes onder zijn dekschilden kan trekken, de in zee levende slak Tectura testudinali wordt wel schildpad-schotelhoren genoemd vanwege een gevlekte, platte schelp. De schildpadbloem (Chelone) dankt de naam aan de vorm van de afgeplatte, eivormige bloem, die doet denken aan de kop van een schildpad met geopende bek.

### Taxonomie

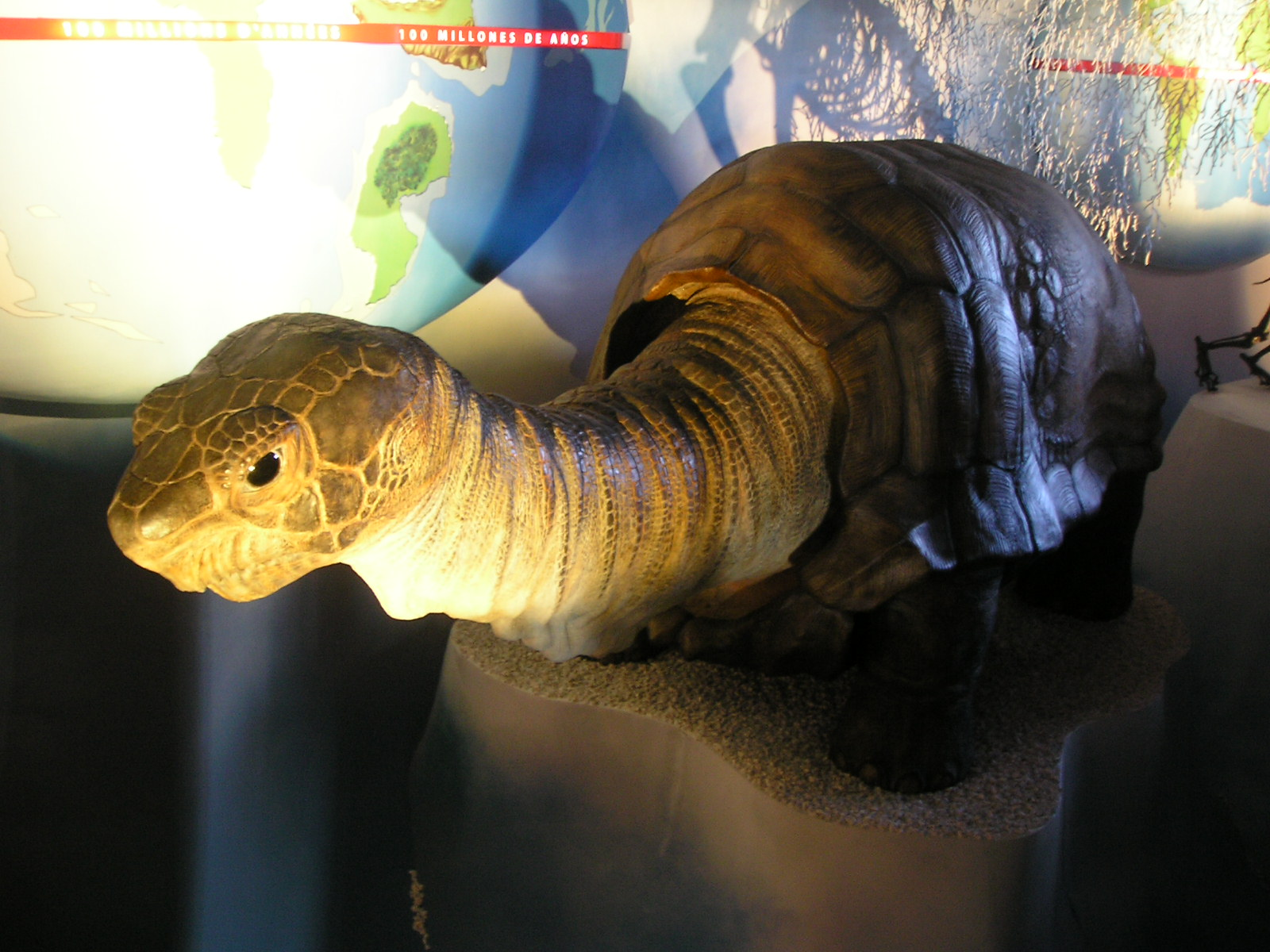
Een model van hoe een schildpad er over 100 miljoen jaar uit zou kunnen zien, uit Futuroscope. Het futuristische dier wordt beschreven als 7 meter hoog en zou een gewicht bereiken van 12 ton.

De schildpadden worden net als andere dieren ingedeeld in verschillende groepen en subgroepen, zoals families, onderfamilies en geslachten. Door het ontdekken van nieuwe (genetische) eigenschappen verandert deze indeling echter regelmatig. Er zijn momenteel 356 verschillende soorten schildpadden bekend en meer dan 450 ondersoorten. Van sommige soorten zijn de ondersoorten juist bekender, de roodwangschildpad en de geelwangschildpad zijn hier een voorbeeld van. Het zijn twee ondersoorten van dezelfde soort: de lettersierschildpad.
De verschillende soorten zijn ingedeeld in families, die uiterlijk enigszins in vorm, grootte en kleuren kunnen verschillen maar allemaal duidelijk als schildpad herkenbaar zijn. Een aantal families is relatief onbekend, sommige families zijn wel wat bekender zoals de weekschildpadden met hun zachte schild en de landschildpadden die soms heel groot worden.
De orde schildpadden bestaat tegenwoordig uit twee onderordes, vijf superfamilies en veertien families. Hierbij moet worden opgemerkt dat de superfamilie waartoe de familie slangenhalsschildpadden (Chelidae) behoort nog geen geaccepteerde naam heeft. Alle soorten uit een derde onderorde, Paracryptodira, zijn uitgestorven. Niet alle moderne families worden als zodanig erkend en soms worden juist onderfamilies als familie beschouwd. Een voorbeeld zijn de families scheenplaatschildpadden en pelomedusa's, die lange tijd als één enkele familie werden gezien.

### Families van schildpadden
Onderstaand een korte lijst van families van schildpadden, zie voor een uitgebreide tabel met een korte beschrijving en een voorbeeldsoort met afbeelding per familie de lijst van families van schildpadden.
Orde Testudines
Onderorde Cryptodira (Halsbergers)
Superfamilie Chelonioidea
Familie Zeeschildpadden (Cheloniidae)
Familie Lederschildpadden (Dermochelyidae)
Superfamilie Chelydroidea
Familie Bijtschildpadden (Chelydridae)
Familie Tabascoschildpadden (Dermatemydidae)
Familie Modder- en muskusschildpadden (Kinosternidae)
Superfamilie Testudinoidea
Familie Moerasschildpadden (Emydidae)
Familie Geoemydidae
Familie Grootkopschildpadden (Platysternidae)
Familie Landschildpadden (Testudinidae)
Superfamilie Trionychoidea
Familie Nieuw-Guinese tweeklauwschildpadden (Carettochelyidae)
Familie Weekschildpadden (Trionychidae)
Onderorde Pleurodira (Halswenders)
Familie Slangenhalsschildpadden (Chelidae)
Superfamilie Pelomedusoidea
Familie Pelomedusa's (Pelomedusidae)
Familie Scheenplaatschildpadden (Podocnemididae)